# Bagratuní
Els Bagratuní (armeni: Բագրատունիներ, Bagratuniner) o bagràtides foren una dinastia que va governar part de les actuals Armènia, el Bagrevand a les fonts de l'Arsànies al dus de l'Airarat. Els Bagratuní, a més de ser senyors de Taron, Bagrevand, Dariunq, Moq, Mardastàn, Sper, Khoit, Sassun i Kulb entre d'altres, van ser reis d'Armènia, Aní, Kars, Bagaran i Taixir. Tenien el títol de tagadir. Se'ls considera relacionats amb la dinastia Bagrationi de Geòrgia. Els aspet eren els cap de la cavalleria, amb títol hereditari.

## Història
El seu origen no es coneix, però no tenen fonament les versions que els fan descendents del rei David; una descendència dels oròntides es força problematica. Grousset els fa de raça haigiana (armenia), ja que tenien els títols hereditaris de thagadir (posa corones, el dignatari que posava la corona al cap del nou rei quan era consagrat) fins al 428 (quan la reialesa fou abolida) i el d'aspet o cap de la cavalleria. Procopi esmenta una família armènia el 535 que anomena Aspetianoi que podrien ser els bagràtides (derivaria del seu títol d'«aspet») i Toumanoff diu que el nom Aspetuní fou un nom antic. Els bagràtides van reclamar un origen hebreu o més exactament davídic.
Els primers territoris (el Bagrevand o Bagravandene, del que agafen el nom) els haurien rebut de la dinastia oròntida d'Armènia. En el moment de la conversió d'Armènia, al llindar del segle iv, els Bagràtides apareixen governant en diversos cantons a més del Bagrevand: Syspiritis (Sper), al mitjà Acampsis, amb el gran castell de Sembatauan (Baybert), i possiblement ja a Kogovit, a l'est del Bagrevand, dominat pel castell de Dariunq, que pertanyia als reis arsàcides, així com a Tamoritis (Tmoriq), al extrem més meridional de Baspracània, a la Corduena. En aquesta època també apareixen com a encarregats coronació hereditària dels Reis de la Gran Armènia (thagadir) i com a Guardians de les Muntanyes Moschics, i també porten el títol d'Aspet (originalment, Mestre de Cavalleria), del que podria derivar el cognom Aspetuni, portat anteriorment per aquesta dinastia. Al segle ii una branca de la família es va establir a Ibèria i hauria rebut dels reis el ducat d'Odzrkhe que van conservar fins al segle v.
Entre el segle vii i el ix, dotze prínceps Bagràtides van ocupar el càrrec de Príncep d'Armènia (o els seu equivalent), quatre d'ells completats per la cort de Constantinoble amb la dignitat de curopalata. En el període àrab, i en part en relació amb la insurrecció del 771-772 (en què Simbaci VII Bagratuní, príncep dels Bagràtides i Líder Suprem d'Armènia, va perdre la vida), els Bagràtides van perdre Kogovit, Tmoriq i el seu control momentani de Baspracània davant els Arzerunis, però va adquirir dels Mamiconis la majoria de Taron, el sud de Taik (Tao) i (vers 855/862) Bagravand; als Camsaracans a través de compra) Arxarunik i Siracene, amb les ciutats de Bagaran i Aní, que havien de convertir-se en capitals dels Bagràtides, així com la Moxoene o Moq si bé aquesta fou posteriorment perduda davant els Arzerunis. El 885, la línia major de la casa (descendent de Simbaci VII) va establir, en la persona d'Asoci V Bagratuní (Asoci I el Gran), la monarquia armènia, que estava inactiva des del 428 (quart Regne d'Armènia) i després va formar, a més de la branca principal dels Reis de Reis (després de 922/924) d'Aní, també les branques dels Prínceps de Taron (825/826 a 966/967) que fou més tard la dinastia romana d'Orient dels Taronita) i dels Reis de Kars (962-1067), els quals van abdicar a favor de l'Imperi Romà d'Orient, així com la dinastia dels Reis de Lorí (titulats reis korikain de Taixir i Aghuània 982 1081; el títol d'Aghuània era nominal), que després del 1018 van seguir com a maliks durant altres dos segles més, i la de reis de Kakhètia (1029-1105), els territoris de les quals foren conquerits en la major part pel regne de Geòrgia (Kartli). La branca principal va arribar a la seva fi quan, el 1045, els romans d'Orient van intimar al rei Gaguik II a l'abdicació a favor de l'emperador Constantí IX, concedint al rei en compensació un domini a Capadòcia i un palau a Constantinoble, i després el van assassinar.
La línia més jove (fundada pel germà de Simbaci VII, Vasaces Bagratuní) va passar a Ibèria després dels esdeveniments del 772 i va adquirir l'estat de la línia Guaràmida de la casa reial dels Cosròides Mihrànides (la Klardjètia); el 813, va adquirir, amb Asoci I, l'ofici hereditari de Príncep d'Iberia, a la qual la Cort Imperial va adjuntar la dignitat de curopalata; el 888, amb Adarnases IV, va restaurar la monarquia ibèrica inactiva des de 580; el 978, va heretar la Corona d'Abkhàzia (Còlquida o Georgia Occidental) i el 1008 Bagrat III va començar la unificació de totes les terres georgianes, assumint el 994 el títol de Rei de Reis, encara que va haver de renunciar a la Taoklardjètia a favor dels romans d'Orient. Aquesta línia Bagràtida va continuar, subdividida en diverses branques, per regnar fins a l'annexió per Rússia dels estats georgians al segle xix i ha sobreviscut fins al dia d'avui.

## Principals senyors (nakharar)
- Simbaci I, aspet, citat el 314.
- Bagrat I, aspet, citat el 330 i el 353 (fill)
- Simbaci II, aspet, citat el 367 i el 374 (fill)
- Isaac I, aspet, citat el 379 i el 387, sogre del rei Valarxak d'Armènia (governava la regió de Sper a la zona del riu Tshorok)
- Simbaci III, aspet, ambaixador a Pèrsia el 420.
- Tirotz I († 450), nakharar.
- Isaac II Bagratuní († 482), aspet, cap de la rebel·lió del marzpanat d'Armènia 481-482.
- Sanpdiat I, aspet, citat el 505.
- Varaz-Tirots I
- Asoci I, nakharar el 555, aspet el 560, (fill)
- Pap, nakharar el 596 (fill)
- Manuel I, aspet abans de 560, mort jove (possible fill de Varaz-Tirots).
- Simbaci IV Bagratuní I d'Armènia († 616), (fill) aspet el 595, marzban d'Armènia i d'Hircània (vers 599-607)
- Varaz-Tirots II († 645), (fill), aspet el 616, marzban el 628, príncep d'Armènia el 645.
- Simbaci V Bagratuní II d'Armènia, (fill), aspet, drongari, príncep d'Armènia de 645 a 653.
- Asoci II Bagratuní I d'Armènia (645 † 690), (fill), príncep d'Armènia de 685 a 689.
- Simbaci († 705), (fill), nakharar de 703 a 705.
- Varaz-Tirots III († 670), (fill de Simbaci V Bagratuní).
- Simbaci VI Bagratuní (III) d'Armènia (fill), príncep d'Armènia de 691 a 705.
- Asoci III el Cec (vers 695 – † 761) (fill de Vasaces Bagratuní, nebot probable de Simbaci VI), príncep d'Armènia de 732 a 748.
- Isaac III († 761) (fill de Bagrat Bagratuní, cosí germà d'Asoci III), príncep d'Armènia de 755 a 761.
- Simbaci VII Bagratuní i IV d'Armènia (vers 730 – † 775), (fill d'Asoci III el Cec, sparapet de 753 a 775.
- Asoci IV el Carnívor (vers 760 – † 826) (fill), I príncep dels prínceps d'Armènia de 806 a 826.
- Bagrat II Bagratuní († 851), f(fill), príncep de Taron (826-851), príncep dels prínceps d'Armènia (830-851). Tronc dels prínceps de Taron.
- Simbaci VIII Bagratuní († 856) (germà), sparapet d'Armènia (826-856).
- Asoci V Medz († 890) (fill), príncep dels prínceps d'Armènia (862-884), rei d'Armènia (884-890).

Llavors apareixen dues branques: 
- La de Dariunq, dirigida per Varaz Isaac Bagratuní (fill de Simbaci IV Bagratuní). El seu successor va ser el seu fill Simbaci Bagratuní de Dariunq, senyor de Dariunq, i després el seu (fill?) Asoci II Bagratuní de Dariunq. Cap al 751, els Mamiconis van incorporar Taik als seus dominis. Dariunq i Khelat van ser presos pels musulmans. Baspracània va caure en poder de la família dels Arzerunis.

Més tard van dirigir la família Simbaci VII Bagratuní (+775) i el seu fill Asoci IV Bagratuní (+826), i Vasaces Bagratuní (germà de Simbaci). Aquest darrer va adquirir Taron el 771 però la va perdre el 772 i va emigrar a Klardjètia (l'actual regió d'Ardahan) on va fundar la branca georgiana de la família amb el seu fill Adarnases de Tao com a duc de Tao (Taik)
L'altra branca, sorgida d'un altre fill de Simbaci V Bagratuní (i germà de Asoci II Bagratuní), suposadament Varaz-Tirots II, va obtenir Taron a l'inici del segle viii, i després va ser dirigida per Isaac IV Bagratuní (754-771) i el seu fill Asoci II Bagratuní de Taron (771). Taron fou incorporada el 771 als dominis de l'altra branca derivada de Vasaces, pare d'Asoci III el Cec i després representada per fill d'aquest Vasaces Bagratuní.
La branca principal, va continuar amb el ja anomenat Asoci IV Bagratuní que el 806 va ser reconegut gran príncep pel Califa
- Asoci IV Bagratuní (fill de Simbaci V Bagratuní, gran príncep 806-826
- Simbaci VIII Bagratuní (fill) 826-854
- Bagrat I Bagratuní (germà, gran príncep a Khoit, Sassun i Taron) 830-851
- Asoci de Sper, gran príncep a Sper cap al 837
- Galabar Grigor Ichkhanikh, gran príncep a Sper cap al 851
- Asoci I el gran (fill de Simbaci) 854-890
- Simbaci I el Màrtir (Nahadak) (fill) 890-914
- Asoci II el Ferro (fill) 914-928/929
- Abas I primer rei (germà) 928/929-953, pare de Musel, primer rei de Kars

## Reis d'Aní
- Asoci III el Misericordiós (fill) 953-977
- Simbaci II el Cosmocràtor (fill) 977-989
- Gaguik I d'Armènia (germà) 989-1020
- Joan-Simbaci d'Aní (fill) 1020-1040/1041
- Asoci IV Qadj 1021-1039/1040
- Sargis d'Aní (usurpador) 1040/1041-1042
- Gaguik II d'Armènia (fill d'Asoci IV) 1042-1045
- a l'Imperi Romà d'Orient 1045

Un net de David, anomenat Asoci V d'Aní (fill de Joan) va ser més tard governador d'Aní per compte de la dinastia shaddàdida.

## Reis deKars
- Musel de Kars 961-984
- Abas I de Kars 984-1029
- Gaguik-Abàs II de Kars 1029-1064 (passa a l'Imperi Romà d'Orient).

## Genealogia
La genealogia segons els coneixements actuals. Un traç continuat és una filiació segura, discontinu és hipotètica.
|  |  |                                                                    |                                                                    |                                                                    |                                                                    |                                                                    |                                                                    |  |  |                                                           |                                                           |                                                           |                                                           |                                                           |                                                           |                                                 |                                                 |                                                 |                                                 |                                |                                |                                                                    |                                                                    |                                                                    |                                                                    |                                                                    |                                                                    |                                                    |                                                    |                                                    |                                                    |                                          |                                          |                                                                         |                                                           |                                                           |                                                           |                                                           |                                                           |                                                        |                                                        |                                                        |                                                        |                                         |                                         |                                         |                                         |  |  |                                                            |                                                            |                                                            |                                                            | Simbaci I aspet citat el 314                                |                                                             |                                                             |                                                             |                                                             |                                                             |                                          |                                          |                                           |                                           |                                           |                                           |                                           |                                           |                                           |                                           |                                                    |                                                    |                                                    |                                                    |                                                    |                                                    |  |  |  |  |  |  |  |  |  |  |  |  |  |  |  |  |  |  |  |  |  |  |  |  |  |  |  |  |  |  |  |  |  |  |  |  |
|  |  |                                                                    |                                                                    |                                                                    |                                                                    |                                                                    |                                                                    |  |  |                                                           |                                                           |                                                           |                                                           |                                                           |                                                           |                                                 |                                                 |                                                 |                                                 |                                |                                |                                                                    |                                                                    |                                                                    |                                                                    |                                                                    |                                                                    |                                                    |                                                    |                                                    |                                                    |                                          |                                          |                                                                         |                                                           |                                                           |                                                           |                                                           |                                                           |                                                        |                                                        |                                                        |                                                        |                                         |                                         |                                         |                                         |  |  |                                                            |                                                            |                                                            |                                                            |                                                             |                                                             |                                                             |                                                             |                                                             |                                                             |                                          |                                          |                                           |                                           |                                           |                                           |                                           |                                           |                                           |                                           |                                                    |                                                    |                                                    |                                                    |                                                    |                                                    |  |  |  |  |  |  |  |  |  |  |  |  |  |  |  |  |  |  |  |  |  |  |  |  |  |  |  |  |  |  |  |  |  |  |  |  |
|  |  |                                                                    |                                                                    |                                                                    |                                                                    |                                                                    |                                                                    |  |  |                                                           |                                                           |                                                           |                                                           |                                                           |                                                           |                                                 |                                                 |                                                 |                                                 |                                |                                |                                                                    |                                                                    |                                                                    |                                                                    |                                                                    |                                                                    |                                                    |                                                    |                                                    |                                                    |                                          |                                          |                                                                         |                                                           |                                                           |                                                           |                                                           |                                                           |                                                        |                                                        |                                                        |                                                        |                                         |                                         |                                         |                                         |  |  |                                                            |                                                            |                                                            |                                                            | Bagrat aspet citat el 330 i 353                             |                                                             |                                                             |                                                             |                                                             |                                                             |                                          |                                          |                                           |                                           |                                           |                                           |                                           |                                           |                                           |                                           |                                                    |                                                    |                                                    |                                                    |                                                    |                                                    |  |  |  |  |  |  |  |  |  |  |  |  |  |  |  |  |  |  |  |  |  |  |  |  |  |  |  |  |  |  |  |  |  |  |  |  |
|  |  |                                                                    |                                                                    |                                                                    |                                                                    |                                                                    |                                                                    |  |  |                                                           |                                                           |                                                           |                                                           |                                                           |                                                           |                                                 |                                                 |                                                 |                                                 |                                |                                |                                                                    |                                                                    |                                                                    |                                                                    |                                                                    |                                                                    |                                                    |                                                    |                                                    |                                                    |                                          |                                          |                                                                         |                                                           |                                                           |                                                           |                                                           |                                                           |                                                        |                                                        |                                                        |                                                        |                                         |                                         |                                         |                                         |  |  |                                                            |                                                            |                                                            |                                                            |                                                             |                                                             |                                                             |                                                             |                                                             |                                                             |                                          |                                          |                                           |                                           |                                           |                                           |                                           |                                           |                                           |                                           |                                                    |                                                    |                                                    |                                                    |                                                    |                                                    |  |  |  |  |  |  |  |  |  |  |  |  |  |  |  |  |  |  |  |  |  |  |  |  |  |  |  |  |  |  |  |  |  |  |  |  |
|  |  |                                                                    |                                                                    |                                                                    |                                                                    |                                                                    |                                                                    |  |  |                                                           |                                                           |                                                           |                                                           |                                                           |                                                           |                                                 |                                                 |                                                 |                                                 |                                |                                |                                                                    |                                                                    |                                                                    |                                                                    |                                                                    |                                                                    |                                                    |                                                    |                                                    |                                                    |                                          |                                          |                                                                         |                                                           |                                                           |                                                           |                                                           |                                                           |                                                        |                                                        |                                                        |                                                        |                                         |                                         |                                         |                                         |  |  |                                                            |                                                            |                                                            |                                                            | Simbaci II aspet citat el 367 i 374                         |                                                             |                                                             |                                                             |                                                             |                                                             |                                          |                                          |                                           |                                           |                                           |                                           |                                           |                                           |                                           |                                           |                                                    |                                                    |                                                    |                                                    |                                                    |                                                    |  |  |  |  |  |  |  |  |  |  |  |  |  |  |  |  |  |  |  |  |  |  |  |  |  |  |  |  |  |  |  |  |  |  |  |  |
|  |  |                                                                    |                                                                    |                                                                    |                                                                    |                                                                    |                                                                    |  |  |                                                           |                                                           |                                                           |                                                           |                                                           |                                                           |                                                 |                                                 |                                                 |                                                 |                                |                                |                                                                    |                                                                    |                                                                    |                                                                    |                                                                    |                                                                    |                                                    |                                                    |                                                    |                                                    |                                          |                                          |                                                                         |                                                           |                                                           |                                                           |                                                           |                                                           |                                                        |                                                        |                                                        |                                                        |                                         |                                         |                                         |                                         |  |  |                                                            |                                                            |                                                            |                                                            |                                                             |                                                             |                                                             |                                                             |                                                             |                                                             |                                          |                                          |                                           |                                           |                                           |                                           |                                           |                                           |                                           |                                           |                                                    |                                                    |                                                    |                                                    |                                                    |                                                    |  |  |  |  |  |  |  |  |  |  |  |  |  |  |  |  |  |  |  |  |  |  |  |  |  |  |  |  |  |  |  |  |  |  |  |  |
|  |  |                                                                    |                                                                    |                                                                    |                                                                    |                                                                    |                                                                    |  |  |                                                           |                                                           |                                                           |                                                           |                                                           |                                                           |                                                 |                                                 |                                                 |                                                 |                                |                                |                                                                    |                                                                    |                                                                    |                                                                    |                                                                    |                                                                    |                                                    |                                                    |                                                    |                                                    |                                          |                                          |                                                                         |                                                           |                                                           |                                                           |                                                           |                                                           |                                                        |                                                        |                                                        |                                                        |                                         |                                         |                                         |                                         |  |  |                                                            |                                                            |                                                            |                                                            | Isaac I aspet citat el 379 i 387                            |                                                             |                                                             |                                                             |                                                             |                                                             |                                          |                                          |                                           |                                           |                                           |                                           |                                           |                                           |                                           |                                           |                                                    |                                                    |                                                    |                                                    |                                                    |                                                    |  |  |  |  |  |  |  |  |  |  |  |  |  |  |  |  |  |  |  |  |  |  |  |  |  |  |  |  |  |  |  |  |  |  |  |  |
|  |  |                                                                    |                                                                    |                                                                    |                                                                    |                                                                    |                                                                    |  |  |                                                           |                                                           |                                                           |                                                           |                                                           |                                                           |                                                 |                                                 |                                                 |                                                 |                                |                                |                                                                    |                                                                    |                                                                    |                                                                    |                                                                    |                                                                    |                                                    |                                                    |                                                    |                                                    |                                          |                                          |                                                                         |                                                           |                                                           |                                                           |                                                           |                                                           |                                                        |                                                        |                                                        |                                                        |                                         |                                         |                                         |                                         |  |  |                                                            |                                                            |                                                            |                                                            |                                                             |                                                             |                                                             |                                                             |                                                             |                                                             |                                          |                                          |                                           |                                           |                                           |                                           |                                           |                                           |                                           |                                           |                                                    |                                                    |                                                    |                                                    |                                                    |                                                    |  |  |  |  |  |  |  |  |  |  |  |  |  |  |  |  |  |  |  |  |  |  |  |  |  |  |  |  |  |  |  |  |  |  |  |  |
|  |  |                                                                    |                                                                    |                                                                    |                                                                    |                                                                    |                                                                    |  |  |                                                           |                                                           |                                                           |                                                           |                                                           |                                                           |                                                 |                                                 |                                                 |                                                 |                                |                                |                                                                    |                                                                    |                                                                    |                                                                    |                                                                    |                                                                    |                                                    |                                                    |                                                    |                                                    |                                          |                                          |                                                                         |                                                           |                                                           |                                                           |                                                           |                                                           |                                                        |                                                        |                                                        |                                                        |                                         |                                         |                                         |                                         |  |  |                                                            |                                                            |                                                            |                                                            |                                                             |                                                             |                                                             |                                                             |                                                             |                                                             |                                          |                                          |                                           |                                           |                                           |                                           |                                           |                                           |                                           |                                           |                                                    |                                                    |                                                    |                                                    |                                                    |                                                    |  |  |  |  |  |  |  |  |  |  |  |  |  |  |  |  |  |  |  |  |  |  |  |  |  |  |  |  |  |  |  |  |  |  |  |  |
|  |  |                                                                    |                                                                    |                                                                    |                                                                    |                                                                    |                                                                    |  |  |                                                           |                                                           |                                                           |                                                           |                                                           |                                                           |                                                 |                                                 |                                                 |                                                 |                                |                                |                                                                    |                                                                    |                                                                    |                                                                    |                                                                    |                                                                    |                                                    |                                                    |                                                    |                                                    |                                          |                                          |                                                                         |                                                           |                                                           |                                                           |                                                           |                                                           |                                                        |                                                        |                                                        |                                                        |                                         |                                         |                                         |                                         |  |  |                                                            |                                                            |                                                            |                                                            | Ne x Valarxak rei d'Armènia                                 | Ne x Valarxak rei d'Armènia                                 | Ne x Valarxak rei d'Armènia                                 | Ne x Valarxak rei d'Armènia                                 | Ne x Valarxak rei d'Armènia                                 | Ne x Valarxak rei d'Armènia                                 |                                          |                                          | Simbaci Bagratuní III aspet citat el 420  | Simbaci Bagratuní III aspet citat el 420  | Simbaci Bagratuní III aspet citat el 420  | Simbaci Bagratuní III aspet citat el 420  | Simbaci Bagratuní III aspet citat el 420  | Simbaci Bagratuní III aspet citat el 420  |                                           |                                           |                                                    |                                                    |                                                    |                                                    |                                                    |                                                    |  |  |  |  |  |  |  |  |  |  |  |  |  |  |  |  |  |  |  |  |  |  |  |  |  |  |  |  |  |  |  |  |  |  |  |  |
|  |  |                                                                    |                                                                    |                                                                    |                                                                    |                                                                    |                                                                    |  |  |                                                           |                                                           |                                                           |                                                           |                                                           |                                                           |                                                 |                                                 |                                                 |                                                 |                                |                                |                                                                    |                                                                    |                                                                    |                                                                    |                                                                    |                                                                    |                                                    |                                                    |                                                    |                                                    |                                          |                                          |                                                                         |                                                           |                                                           |                                                           |                                                           |                                                           |                                                        |                                                        |                                                        |                                                        |                                         |                                         |                                         |                                         |  |  |                                                            |                                                            |                                                            |                                                            | Ne x Valarxak rei d'Armènia                                 | Ne x Valarxak rei d'Armènia                                 | Ne x Valarxak rei d'Armènia                                 | Ne x Valarxak rei d'Armènia                                 | Ne x Valarxak rei d'Armènia                                 | Ne x Valarxak rei d'Armènia                                 |                                          |                                          | Simbaci Bagratuní III aspet citat el 420  | Simbaci Bagratuní III aspet citat el 420  | Simbaci Bagratuní III aspet citat el 420  | Simbaci Bagratuní III aspet citat el 420  | Simbaci Bagratuní III aspet citat el 420  | Simbaci Bagratuní III aspet citat el 420  |                                           |                                           |                                                    |                                                    |                                                    |                                                    |                                                    |                                                    |  |  |  |  |  |  |  |  |  |  |  |  |  |  |  |  |  |  |  |  |  |  |  |  |  |  |  |  |  |  |  |  |  |  |  |  |
|  |  |                                                                    |                                                                    |                                                                    |                                                                    |                                                                    |                                                                    |  |  |                                                           |                                                           |                                                           |                                                           |                                                           |                                                           |                                                 |                                                 |                                                 |                                                 |                                |                                |                                                                    |                                                                    |                                                                    |                                                                    |                                                                    |                                                                    |                                                    |                                                    |                                                    |                                                    |                                          |                                          |                                                                         |                                                           |                                                           |                                                           |                                                           |                                                           |                                                        |                                                        |                                                        |                                                        |                                         |                                         |                                         |                                         |  |  |                                                            |                                                            |                                                            |                                                            |                                                             |                                                             |                                                             |                                                             |                                                             |                                                             |                                          |                                          | Tirots I (mort el 450) nakharar           |                                           |                                           |                                           |                                           |                                           |                                           |                                           |                                                    |                                                    |                                                    |                                                    |                                                    |                                                    |  |  |  |  |  |  |  |  |  |  |  |  |  |  |  |  |  |  |  |  |  |  |  |  |  |  |  |  |  |  |  |  |  |  |  |  |
|  |  |                                                                    |                                                                    |                                                                    |                                                                    |                                                                    |                                                                    |  |  |                                                           |                                                           |                                                           |                                                           |                                                           |                                                           |                                                 |                                                 |                                                 |                                                 |                                |                                |                                                                    |                                                                    |                                                                    |                                                                    |                                                                    |                                                                    |                                                    |                                                    |                                                    |                                                    |                                          |                                          |                                                                         |                                                           |                                                           |                                                           |                                                           |                                                           |                                                        |                                                        |                                                        |                                                        |                                         |                                         |                                         |                                         |  |  |                                                            |                                                            |                                                            |                                                            |                                                             |                                                             |                                                             |                                                             |                                                             |                                                             |                                          |                                          |                                           |                                           |                                           |                                           |                                           |                                           |                                           |                                           |                                                    |                                                    |                                                    |                                                    |                                                    |                                                    |  |  |  |  |  |  |  |  |  |  |  |  |  |  |  |  |  |  |  |  |  |  |  |  |  |  |  |  |  |  |  |  |  |  |  |  |
|  |  |                                                                    |                                                                    |                                                                    |                                                                    |                                                                    |                                                                    |  |  |                                                           |                                                           |                                                           |                                                           |                                                           |                                                           |                                                 |                                                 |                                                 |                                                 |                                |                                |                                                                    |                                                                    |                                                                    |                                                                    |                                                                    |                                                                    |                                                    |                                                    |                                                    |                                                    |                                          |                                          |                                                                         |                                                           |                                                           |                                                           |                                                           |                                                           |                                                        |                                                        |                                                        |                                                        |                                         |                                         |                                         |                                         |  |  |                                                            |                                                            |                                                            |                                                            |                                                             |                                                             |                                                             |                                                             |                                                             |                                                             |                                          |                                          | Isaac II (mort el 482) marzban            |                                           |                                           |                                           |                                           |                                           |                                           |                                           |                                                    |                                                    |                                                    |                                                    |                                                    |                                                    |  |  |  |  |  |  |  |  |  |  |  |  |  |  |  |  |  |  |  |  |  |  |  |  |  |  |  |  |  |  |  |  |  |  |  |  |
|  |  |                                                                    |                                                                    |                                                                    |                                                                    |                                                                    |                                                                    |  |  |                                                           |                                                           |                                                           |                                                           |                                                           |                                                           |                                                 |                                                 |                                                 |                                                 |                                |                                |                                                                    |                                                                    |                                                                    |                                                                    |                                                                    |                                                                    |                                                    |                                                    |                                                    |                                                    |                                          |                                          |                                                                         |                                                           |                                                           |                                                           |                                                           |                                                           |                                                        |                                                        |                                                        |                                                        |                                         |                                         |                                         |                                         |  |  |                                                            |                                                            |                                                            |                                                            |                                                             |                                                             |                                                             |                                                             |                                                             |                                                             |                                          |                                          |                                           |                                           |                                           |                                           |                                           |                                           |                                           |                                           |                                                    |                                                    |                                                    |                                                    |                                                    |                                                    |  |  |  |  |  |  |  |  |  |  |  |  |  |  |  |  |  |  |  |  |  |  |  |  |  |  |  |  |  |  |  |  |  |  |  |  |
|  |  |                                                                    |                                                                    |                                                                    |                                                                    |                                                                    |                                                                    |  |  |                                                           |                                                           |                                                           |                                                           |                                                           |                                                           |                                                 |                                                 |                                                 |                                                 |                                |                                |                                                                    |                                                                    |                                                                    |                                                                    |                                                                    |                                                                    |                                                    |                                                    |                                                    |                                                    |                                          |                                          |                                                                         |                                                           |                                                           |                                                           |                                                           |                                                           |                                                        |                                                        |                                                        |                                                        |                                         |                                         |                                         |                                         |  |  |                                                            |                                                            |                                                            |                                                            |                                                             |                                                             |                                                             |                                                             |                                                             |                                                             |                                          |                                          | Sanpdiat I aspet citat el 505             |                                           |                                           |                                           |                                           |                                           |                                           |                                           |                                                    |                                                    |                                                    |                                                    |                                                    |                                                    |  |  |  |  |  |  |  |  |  |  |  |  |  |  |  |  |  |  |  |  |  |  |  |  |  |  |  |  |  |  |  |  |  |  |  |  |
|  |  |                                                                    |                                                                    |                                                                    |                                                                    |                                                                    |                                                                    |  |  |                                                           |                                                           |                                                           |                                                           |                                                           |                                                           |                                                 |                                                 |                                                 |                                                 |                                |                                |                                                                    |                                                                    |                                                                    |                                                                    |                                                                    |                                                                    |                                                    |                                                    |                                                    |                                                    |                                          |                                          |                                                                         |                                                           |                                                           |                                                           |                                                           |                                                           |                                                        |                                                        |                                                        |                                                        |                                         |                                         |                                         |                                         |  |  |                                                            |                                                            |                                                            |                                                            |                                                             |                                                             |                                                             |                                                             |                                                             |                                                             |                                          |                                          |                                           |                                           |                                           |                                           |                                           |                                           |                                           |                                           |                                                    |                                                    |                                                    |                                                    |                                                    |                                                    |  |  |  |  |  |  |  |  |  |  |  |  |  |  |  |  |  |  |  |  |  |  |  |  |  |  |  |  |  |  |  |  |  |  |  |  |
|  |  |                                                                    |                                                                    |                                                                    |                                                                    |                                                                    |                                                                    |  |  |                                                           |                                                           |                                                           |                                                           |                                                           |                                                           |                                                 |                                                 |                                                 |                                                 |                                |                                |                                                                    |                                                                    |                                                                    |                                                                    |                                                                    |                                                                    |                                                    |                                                    |                                                    |                                                    |                                          |                                          |                                                                         |                                                           |                                                           |                                                           |                                                           |                                                           |                                                        |                                                        |                                                        |                                                        |                                         |                                         |                                         |                                         |  |  |                                                            |                                                            |                                                            |                                                            |                                                             |                                                             |                                                             |                                                             |                                                             |                                                             |                                          |                                          | Varaz-Tirots I                            |                                           |                                           |                                           |                                           |                                           |                                           |                                           |                                                    |                                                    |                                                    |                                                    |                                                    |                                                    |  |  |  |  |  |  |  |  |  |  |  |  |  |  |  |  |  |  |  |  |  |  |  |  |  |  |  |  |  |  |  |  |  |  |  |  |
|  |  |                                                                    |                                                                    |                                                                    |                                                                    |                                                                    |                                                                    |  |  |                                                           |                                                           |                                                           |                                                           |                                                           |                                                           |                                                 |                                                 |                                                 |                                                 |                                |                                |                                                                    |                                                                    |                                                                    |                                                                    |                                                                    |                                                                    |                                                    |                                                    |                                                    |                                                    |                                          |                                          |                                                                         |                                                           |                                                           |                                                           |                                                           |                                                           |                                                        |                                                        |                                                        |                                                        |                                         |                                         |                                         |                                         |  |  |                                                            |                                                            |                                                            |                                                            |                                                             |                                                             |                                                             |                                                             |                                                             |                                                             |                                          |                                          |                                           |                                           |                                           |                                           |                                           |                                           |                                           |                                           |                                                    |                                                    |                                                    |                                                    |                                                    |                                                    |  |  |  |  |  |  |  |  |  |  |  |  |  |  |  |  |  |  |  |  |  |  |  |  |  |  |  |  |  |  |  |  |  |  |  |  |
|  |  |                                                                    |                                                                    |                                                                    |                                                                    |                                                                    |                                                                    |  |  |                                                           |                                                           |                                                           |                                                           |                                                           |                                                           |                                                 |                                                 |                                                 |                                                 |                                |                                |                                                                    |                                                                    |                                                                    |                                                                    |                                                                    |                                                                    |                                                    |                                                    |                                                    |                                                    |                                          |                                          |                                                                         |                                                           |                                                           |                                                           |                                                           |                                                           |                                                        |                                                        |                                                        |                                                        |                                         |                                         |                                         |                                         |  |  |                                                            |                                                            |                                                            |                                                            |                                                             |                                                             |                                                             |                                                             |                                                             |                                                             |                                          |                                          |                                           |                                           |                                           |                                           |                                           |                                           |                                           |                                           |                                                    |                                                    |                                                    |                                                    |                                                    |                                                    |  |  |  |  |  |  |  |  |  |  |  |  |  |  |  |  |  |  |  |  |  |  |  |  |  |  |  |  |  |  |  |  |  |  |  |  |
|  |  |                                                                    |                                                                    |                                                                    |                                                                    |                                                                    |                                                                    |  |  |                                                           |                                                           |                                                           |                                                           |                                                           |                                                           |                                                 |                                                 |                                                 |                                                 |                                |                                |                                                                    |                                                                    |                                                                    |                                                                    |                                                                    |                                                                    |                                                    |                                                    |                                                    |                                                    |                                          |                                          |                                                                         |                                                           |                                                           |                                                           |                                                           |                                                           |                                                        |                                                        |                                                        |                                                        |                                         |                                         |                                         |                                         |  |  |                                                            |                                                            |                                                            |                                                            | Manel aspet                                                 | Manel aspet                                                 | Manel aspet                                                 | Manel aspet                                                 | Manel aspet                                                 | Manel aspet                                                 |                                          |                                          | Asoci Bagratuní I aspet citat el 560      | Asoci Bagratuní I aspet citat el 560      | Asoci Bagratuní I aspet citat el 560      | Asoci Bagratuní I aspet citat el 560      | Asoci Bagratuní I aspet citat el 560      | Asoci Bagratuní I aspet citat el 560      |                                           |                                           |                                                    |                                                    |                                                    |                                                    |                                                    |                                                    |  |  |  |  |  |  |  |  |  |  |  |  |  |  |  |  |  |  |  |  |  |  |  |  |  |  |  |  |  |  |  |  |  |  |  |  |
|  |  |                                                                    |                                                                    |                                                                    |                                                                    |                                                                    |                                                                    |  |  |                                                           |                                                           |                                                           |                                                           |                                                           |                                                           |                                                 |                                                 |                                                 |                                                 |                                |                                |                                                                    |                                                                    |                                                                    |                                                                    |                                                                    |                                                                    |                                                    |                                                    |                                                    |                                                    |                                          |                                          |                                                                         |                                                           |                                                           |                                                           |                                                           |                                                           |                                                        |                                                        |                                                        |                                                        |                                         |                                         |                                         |                                         |  |  |                                                            |                                                            |                                                            |                                                            | Manel aspet                                                 | Manel aspet                                                 | Manel aspet                                                 | Manel aspet                                                 | Manel aspet                                                 | Manel aspet                                                 |                                          |                                          | Asoci Bagratuní I aspet citat el 560      | Asoci Bagratuní I aspet citat el 560      | Asoci Bagratuní I aspet citat el 560      | Asoci Bagratuní I aspet citat el 560      | Asoci Bagratuní I aspet citat el 560      | Asoci Bagratuní I aspet citat el 560      |                                           |                                           |                                                    |                                                    |                                                    |                                                    |                                                    |                                                    |  |  |  |  |  |  |  |  |  |  |  |  |  |  |  |  |  |  |  |  |  |  |  |  |  |  |  |  |  |  |  |  |  |  |  |  |
|  |  |                                                                    |                                                                    |                                                                    |                                                                    |                                                                    |                                                                    |  |  |                                                           |                                                           |                                                           |                                                           |                                                           |                                                           |                                                 |                                                 |                                                 |                                                 |                                |                                |                                                                    |                                                                    |                                                                    |                                                                    |                                                                    |                                                                    |                                                    |                                                    |                                                    |                                                    |                                          |                                          |                                                                         |                                                           |                                                           |                                                           |                                                           |                                                           |                                                        |                                                        |                                                        |                                                        |                                         |                                         |                                         |                                         |  |  |                                                            |                                                            |                                                            |                                                            | Simbaci IV (abans assenyalat com III) (mort el 617) marzban | Simbaci IV (abans assenyalat com III) (mort el 617) marzban | Simbaci IV (abans assenyalat com III) (mort el 617) marzban | Simbaci IV (abans assenyalat com III) (mort el 617) marzban | Simbaci IV (abans assenyalat com III) (mort el 617) marzban | Simbaci IV (abans assenyalat com III) (mort el 617) marzban |                                          |                                          | Pap nakharar citat el 596                 | Pap nakharar citat el 596                 | Pap nakharar citat el 596                 | Pap nakharar citat el 596                 | Pap nakharar citat el 596                 | Pap nakharar citat el 596                 |                                           |                                           |                                                    |                                                    |                                                    |                                                    |                                                    |                                                    |  |  |  |  |  |  |  |  |  |  |  |  |  |  |  |  |  |  |  |  |  |  |  |  |  |  |  |  |  |  |  |  |  |  |  |  |
|  |  |                                                                    |                                                                    |                                                                    |                                                                    |                                                                    |                                                                    |  |  |                                                           |                                                           |                                                           |                                                           |                                                           |                                                           |                                                 |                                                 |                                                 |                                                 |                                |                                |                                                                    |                                                                    |                                                                    |                                                                    |                                                                    |                                                                    |                                                    |                                                    |                                                    |                                                    |                                          |                                          |                                                                         |                                                           |                                                           |                                                           |                                                           |                                                           |                                                        |                                                        |                                                        |                                                        |                                         |                                         |                                         |                                         |  |  |                                                            |                                                            |                                                            |                                                            | Simbaci IV (abans assenyalat com III) (mort el 617) marzban | Simbaci IV (abans assenyalat com III) (mort el 617) marzban | Simbaci IV (abans assenyalat com III) (mort el 617) marzban | Simbaci IV (abans assenyalat com III) (mort el 617) marzban | Simbaci IV (abans assenyalat com III) (mort el 617) marzban | Simbaci IV (abans assenyalat com III) (mort el 617) marzban |                                          |                                          | Pap nakharar citat el 596                 | Pap nakharar citat el 596                 | Pap nakharar citat el 596                 | Pap nakharar citat el 596                 | Pap nakharar citat el 596                 | Pap nakharar citat el 596                 |                                           |                                           |                                                    |                                                    |                                                    |                                                    |                                                    |                                                    |  |  |  |  |  |  |  |  |  |  |  |  |  |  |  |  |  |  |  |  |  |  |  |  |  |  |  |  |  |  |  |  |  |  |  |  |
|  |  |                                                                    |                                                                    |                                                                    |                                                                    |                                                                    |                                                                    |  |  |                                                           |                                                           |                                                           |                                                           |                                                           |                                                           |                                                 |                                                 |                                                 |                                                 |                                |                                |                                                                    |                                                                    |                                                                    |                                                                    |                                                                    |                                                                    |                                                    |                                                    |                                                    |                                                    |                                          |                                          |                                                                         |                                                           |                                                           |                                                           |                                                           |                                                           |                                                        |                                                        |                                                        |                                                        |                                         |                                         |                                         |                                         |  |  |                                                            |                                                            |                                                            |                                                            |                                                             |                                                             |                                                             |                                                             |                                                             |                                                             |                                          |                                          |                                           |                                           |                                           |                                           |                                           |                                           |                                           |                                           |                                                    |                                                    |                                                    |                                                    |                                                    |                                                    |  |  |  |  |  |  |  |  |  |  |  |  |  |  |  |  |  |  |  |  |  |  |  |  |  |  |  |  |  |  |  |  |  |  |  |  |
|  |  |                                                                    |                                                                    |                                                                    |                                                                    |                                                                    |                                                                    |  |  |                                                           |                                                           |                                                           |                                                           |                                                           |                                                           |                                                 |                                                 |                                                 |                                                 |                                |                                |                                                                    |                                                                    |                                                                    |                                                                    | Varaz-Isaac                                                        | Varaz-Isaac                                                        | Varaz-Isaac                                        | Varaz-Isaac                                        | Varaz-Isaac                                        | Varaz-Isaac                                        |                                          |                                          |                                                                         |                                                           |                                                           |                                                           |                                                           |                                                           |                                                        |                                                        |                                                        |                                                        |                                         |                                         |                                         |                                         |  |  |                                                            |                                                            |                                                            |                                                            | Varaz-Tirots II (mort el 645) príncep d'Armènia             | Varaz-Tirots II (mort el 645) príncep d'Armènia             | Varaz-Tirots II (mort el 645) príncep d'Armènia             | Varaz-Tirots II (mort el 645) príncep d'Armènia             | Varaz-Tirots II (mort el 645) príncep d'Armènia             | Varaz-Tirots II (mort el 645) príncep d'Armènia             |                                          |                                          |                                           |                                           |                                           |                                           |                                           |                                           |                                           |                                           |                                                    |                                                    |                                                    |                                                    |                                                    |                                                    |  |  |  |  |  |  |  |  |  |  |  |  |  |  |  |  |  |  |  |  |  |  |  |  |  |  |  |  |  |  |  |  |  |  |  |  |
|  |  |                                                                    |                                                                    |                                                                    |                                                                    |                                                                    |                                                                    |  |  |                                                           |                                                           |                                                           |                                                           |                                                           |                                                           |                                                 |                                                 |                                                 |                                                 |                                |                                |                                                                    |                                                                    |                                                                    |                                                                    | Varaz-Isaac                                                        | Varaz-Isaac                                                        | Varaz-Isaac                                        | Varaz-Isaac                                        | Varaz-Isaac                                        | Varaz-Isaac                                        |                                          |                                          |                                                                         |                                                           |                                                           |                                                           |                                                           |                                                           |                                                        |                                                        |                                                        |                                                        |                                         |                                         |                                         |                                         |  |  |                                                            |                                                            |                                                            |                                                            | Varaz-Tirots II (mort el 645) príncep d'Armènia             | Varaz-Tirots II (mort el 645) príncep d'Armènia             | Varaz-Tirots II (mort el 645) príncep d'Armènia             | Varaz-Tirots II (mort el 645) príncep d'Armènia             | Varaz-Tirots II (mort el 645) príncep d'Armènia             | Varaz-Tirots II (mort el 645) príncep d'Armènia             |                                          |                                          |                                           |                                           |                                           |                                           |                                           |                                           |                                           |                                           |                                                    |                                                    |                                                    |                                                    |                                                    |                                                    |  |  |  |  |  |  |  |  |  |  |  |  |  |  |  |  |  |  |  |  |  |  |  |  |  |  |  |  |  |  |  |  |  |  |  |  |
|  |  |                                                                    |                                                                    |                                                                    |                                                                    |                                                                    |                                                                    |  |  |                                                           |                                                           |                                                           |                                                           |                                                           |                                                           |                                                 |                                                 |                                                 |                                                 |                                |                                |                                                                    |                                                                    |                                                                    |                                                                    | Simbaci nakharar citat el 643                                      | Simbaci nakharar citat el 643                                      | Simbaci nakharar citat el 643                      | Simbaci nakharar citat el 643                      | Simbaci nakharar citat el 643                      | Simbaci nakharar citat el 643                      |                                          |                                          |                                                                         |                                                           |                                                           |                                                           |                                                           |                                                           |                                                        |                                                        |                                                        |                                                        |                                         |                                         |                                         |                                         |  |  |                                                            |                                                            |                                                            |                                                            | Simbaci Bagratuní V aspet citat el 646                      | Simbaci Bagratuní V aspet citat el 646                      | Simbaci Bagratuní V aspet citat el 646                      | Simbaci Bagratuní V aspet citat el 646                      | Simbaci Bagratuní V aspet citat el 646                      | Simbaci Bagratuní V aspet citat el 646                      |                                          |                                          |                                           |                                           |                                           |                                           |                                           |                                           |                                           |                                           |                                                    |                                                    |                                                    |                                                    |                                                    |                                                    |  |  |  |  |  |  |  |  |  |  |  |  |  |  |  |  |  |  |  |  |  |  |  |  |  |  |  |  |  |  |  |  |  |  |  |  |
|  |  |                                                                    |                                                                    |                                                                    |                                                                    |                                                                    |                                                                    |  |  |                                                           |                                                           |                                                           |                                                           |                                                           |                                                           |                                                 |                                                 |                                                 |                                                 |                                |                                |                                                                    |                                                                    |                                                                    |                                                                    | Simbaci nakharar citat el 643                                      | Simbaci nakharar citat el 643                                      | Simbaci nakharar citat el 643                      | Simbaci nakharar citat el 643                      | Simbaci nakharar citat el 643                      | Simbaci nakharar citat el 643                      |                                          |                                          |                                                                         |                                                           |                                                           |                                                           |                                                           |                                                           |                                                        |                                                        |                                                        |                                                        |                                         |                                         |                                         |                                         |  |  |                                                            |                                                            |                                                            |                                                            | Simbaci Bagratuní V aspet citat el 646                      | Simbaci Bagratuní V aspet citat el 646                      | Simbaci Bagratuní V aspet citat el 646                      | Simbaci Bagratuní V aspet citat el 646                      | Simbaci Bagratuní V aspet citat el 646                      | Simbaci Bagratuní V aspet citat el 646                      |                                          |                                          |                                           |                                           |                                           |                                           |                                           |                                           |                                           |                                           |                                                    |                                                    |                                                    |                                                    |                                                    |                                                    |  |  |  |  |  |  |  |  |  |  |  |  |  |  |  |  |  |  |  |  |  |  |  |  |  |  |  |  |  |  |  |  |  |  |  |  |
|  |  |                                                                    |                                                                    |                                                                    |                                                                    |                                                                    |                                                                    |  |  |                                                           |                                                           |                                                           |                                                           |                                                           |                                                           |                                                 |                                                 |                                                 |                                                 |                                |                                |                                                                    |                                                                    |                                                                    |                                                                    |                                                                    |                                                                    |                                                    |                                                    |                                                    |                                                    |                                          |                                          |                                                                         |                                                           |                                                           |                                                           |                                                           |                                                           |                                                        |                                                        |                                                        |                                                        |                                         |                                         |                                         |                                         |  |  |                                                            |                                                            |                                                            |                                                            |                                                             |                                                             |                                                             |                                                             |                                                             |                                                             |                                          |                                          |                                           |                                           |                                           |                                           |                                           |                                           |                                           |                                           |                                                    |                                                    |                                                    |                                                    |                                                    |                                                    |  |  |  |  |  |  |  |  |  |  |  |  |  |  |  |  |  |  |  |  |  |  |  |  |  |  |  |  |  |  |  |  |  |  |  |  |
|  |  |                                                                    |                                                                    |                                                                    |                                                                    |                                                                    |                                                                    |  |  |                                                           |                                                           |                                                           |                                                           |                                                           |                                                           |                                                 |                                                 |                                                 |                                                 |                                |                                |                                                                    |                                                                    |                                                                    |                                                                    |                                                                    |                                                                    |                                                    |                                                    |                                                    |                                                    |                                          |                                          | Varaz-Tirots III (mort el 670)                                          | Varaz-Tirots III (mort el 670)                            | Varaz-Tirots III (mort el 670)                            | Varaz-Tirots III (mort el 670)                            | Varaz-Tirots III (mort el 670)                            | Varaz-Tirots III (mort el 670)                            |                                                        |                                                        |                                                        |                                                        |                                         |                                         |                                         |                                         |  |  |                                                            |                                                            |                                                            |                                                            |                                                             |                                                             |                                                             |                                                             |                                                             |                                                             |                                          |                                          |                                           |                                           |                                           |                                           |                                           |                                           |                                           |                                           | Asoci Bagratuní II (mort el 689) príncep d'Armènia | Asoci Bagratuní II (mort el 689) príncep d'Armènia | Asoci Bagratuní II (mort el 689) príncep d'Armènia | Asoci Bagratuní II (mort el 689) príncep d'Armènia | Asoci Bagratuní II (mort el 689) príncep d'Armènia | Asoci Bagratuní II (mort el 689) príncep d'Armènia |  |  |  |  |  |  |  |  |  |  |  |  |  |  |  |  |  |  |  |  |  |  |  |  |  |  |  |  |  |  |  |  |  |  |  |  |
|  |  |                                                                    |                                                                    |                                                                    |                                                                    |                                                                    |                                                                    |  |  |                                                           |                                                           |                                                           |                                                           |                                                           |                                                           |                                                 |                                                 |                                                 |                                                 |                                |                                |                                                                    |                                                                    |                                                                    |                                                                    |                                                                    |                                                                    |                                                    |                                                    |                                                    |                                                    |                                          |                                          | Varaz-Tirots III (mort el 670)                                          | Varaz-Tirots III (mort el 670)                            | Varaz-Tirots III (mort el 670)                            | Varaz-Tirots III (mort el 670)                            | Varaz-Tirots III (mort el 670)                            | Varaz-Tirots III (mort el 670)                            |                                                        |                                                        |                                                        |                                                        |                                         |                                         |                                         |                                         |  |  |                                                            |                                                            |                                                            |                                                            |                                                             |                                                             |                                                             |                                                             |                                                             |                                                             |                                          |                                          |                                           |                                           |                                           |                                           |                                           |                                           |                                           |                                           | Asoci Bagratuní II (mort el 689) príncep d'Armènia | Asoci Bagratuní II (mort el 689) príncep d'Armènia | Asoci Bagratuní II (mort el 689) príncep d'Armènia | Asoci Bagratuní II (mort el 689) príncep d'Armènia | Asoci Bagratuní II (mort el 689) príncep d'Armènia | Asoci Bagratuní II (mort el 689) príncep d'Armènia |  |  |  |  |  |  |  |  |  |  |  |  |  |  |  |  |  |  |  |  |  |  |  |  |  |  |  |  |  |  |  |  |  |  |  |  |
|  |  |                                                                    |                                                                    |                                                                    |                                                                    |                                                                    |                                                                    |  |  |                                                           |                                                           |                                                           |                                                           |                                                           |                                                           |                                                 |                                                 |                                                 |                                                 |                                |                                |                                                                    |                                                                    |                                                                    |                                                                    |                                                                    |                                                                    |                                                    |                                                    |                                                    |                                                    |                                          |                                          |                                                                         |                                                           |                                                           |                                                           |                                                           |                                                           |                                                        |                                                        |                                                        |                                                        |                                         |                                         |                                         |                                         |  |  |                                                            |                                                            |                                                            |                                                            |                                                             |                                                             |                                                             |                                                             |                                                             |                                                             |                                          |                                          |                                           |                                           |                                           |                                           |                                           |                                           |                                           |                                           |                                                    |                                                    |                                                    |                                                    |                                                    |                                                    |  |  |  |  |  |  |  |  |  |  |  |  |  |  |  |  |  |  |  |  |  |  |  |  |  |  |  |  |  |  |  |  |  |  |  |  |
|  |  |                                                                    |                                                                    |                                                                    |                                                                    |                                                                    |                                                                    |  |  |                                                           |                                                           |                                                           |                                                           |                                                           |                                                           |                                                 |                                                 |                                                 |                                                 |                                |                                |                                                                    |                                                                    |                                                                    |                                                                    | Simbaci VI (mort el 726) príncep d'Armènia                         | Simbaci VI (mort el 726) príncep d'Armènia                         | Simbaci VI (mort el 726) príncep d'Armènia         | Simbaci VI (mort el 726) príncep d'Armènia         | Simbaci VI (mort el 726) príncep d'Armènia         | Simbaci VI (mort el 726) príncep d'Armènia         |                                          |                                          | Asoci                                                                   | Asoci                                                     | Asoci                                                     | Asoci                                                     | Asoci                                                     | Asoci                                                     |                                                        |                                                        |                                                        |                                                        |                                         |                                         |                                         |                                         |  |  | Vasaces                                                    | Vasaces                                                    | Vasaces                                                    | Vasaces                                                    | Vasaces                                                     | Vasaces                                                     |                                                             |                                                             |                                                             |                                                             |                                          |                                          | Bagrat                                    | Bagrat                                    | Bagrat                                    | Bagrat                                    | Bagrat                                    | Bagrat                                    |                                           |                                           | Simbaci nakharar citat en 705                      | Simbaci nakharar citat en 705                      | Simbaci nakharar citat en 705                      | Simbaci nakharar citat en 705                      | Simbaci nakharar citat en 705                      | Simbaci nakharar citat en 705                      |  |  |  |  |  |  |  |  |  |  |  |  |  |  |  |  |  |  |  |  |  |  |  |  |  |  |  |  |  |  |  |  |  |  |  |  |
|  |  |                                                                    |                                                                    |                                                                    |                                                                    |                                                                    |                                                                    |  |  |                                                           |                                                           |                                                           |                                                           |                                                           |                                                           |                                                 |                                                 |                                                 |                                                 |                                |                                |                                                                    |                                                                    |                                                                    |                                                                    | Simbaci VI (mort el 726) príncep d'Armènia                         | Simbaci VI (mort el 726) príncep d'Armènia                         | Simbaci VI (mort el 726) príncep d'Armènia         | Simbaci VI (mort el 726) príncep d'Armènia         | Simbaci VI (mort el 726) príncep d'Armènia         | Simbaci VI (mort el 726) príncep d'Armènia         |                                          |                                          | Asoci                                                                   | Asoci                                                     | Asoci                                                     | Asoci                                                     | Asoci                                                     | Asoci                                                     |                                                        |                                                        |                                                        |                                                        |                                         |                                         |                                         |                                         |  |  | Vasaces                                                    | Vasaces                                                    | Vasaces                                                    | Vasaces                                                    | Vasaces                                                     | Vasaces                                                     |                                                             |                                                             |                                                             |                                                             |                                          |                                          | Bagrat                                    | Bagrat                                    | Bagrat                                    | Bagrat                                    | Bagrat                                    | Bagrat                                    |                                           |                                           | Simbaci nakharar citat en 705                      | Simbaci nakharar citat en 705                      | Simbaci nakharar citat en 705                      | Simbaci nakharar citat en 705                      | Simbaci nakharar citat en 705                      | Simbaci nakharar citat en 705                      |  |  |  |  |  |  |  |  |  |  |  |  |  |  |  |  |  |  |  |  |  |  |  |  |  |  |  |  |  |  |  |  |  |  |  |  |
|  |  |                                                                    |                                                                    |                                                                    |                                                                    |                                                                    |                                                                    |  |  |                                                           |                                                           |                                                           |                                                           |                                                           |                                                           |                                                 |                                                 |                                                 |                                                 |                                |                                |                                                                    |                                                                    |                                                                    |                                                                    | diversos fills                                                     | diversos fills                                                     | diversos fills                                     | diversos fills                                     | diversos fills                                     | diversos fills                                     |                                          |                                          |                                                                         |                                                           |                                                           |                                                           |                                                           |                                                           |                                                        |                                                        |                                                        |                                                        |                                         |                                         |                                         |                                         |  |  | Asoci Bagratuní III el Cec (mort el 761) príncep d'Armènia | Asoci Bagratuní III el Cec (mort el 761) príncep d'Armènia | Asoci Bagratuní III el Cec (mort el 761) príncep d'Armènia | Asoci Bagratuní III el Cec (mort el 761) príncep d'Armènia | Asoci Bagratuní III el Cec (mort el 761) príncep d'Armènia  | Asoci Bagratuní III el Cec (mort el 761) príncep d'Armènia  |                                                             |                                                             |                                                             |                                                             |                                          |                                          | Isaac III (mort el 761) príncep d'Armènia | Isaac III (mort el 761) príncep d'Armènia | Isaac III (mort el 761) príncep d'Armènia | Isaac III (mort el 761) príncep d'Armènia | Isaac III (mort el 761) príncep d'Armènia | Isaac III (mort el 761) príncep d'Armènia |                                           |                                           |                                                    |                                                    |                                                    |                                                    |                                                    |                                                    |  |  |  |  |  |  |  |  |  |  |  |  |  |  |  |  |  |  |  |  |  |  |  |  |  |  |  |  |  |  |  |  |  |  |  |  |
|  |  |                                                                    |                                                                    |                                                                    |                                                                    |                                                                    |                                                                    |  |  |                                                           |                                                           |                                                           |                                                           |                                                           |                                                           |                                                 |                                                 |                                                 |                                                 |                                |                                |                                                                    |                                                                    |                                                                    |                                                                    | diversos fills                                                     | diversos fills                                                     | diversos fills                                     | diversos fills                                     | diversos fills                                     | diversos fills                                     |                                          |                                          |                                                                         |                                                           |                                                           |                                                           |                                                           |                                                           |                                                        |                                                        |                                                        |                                                        |                                         |                                         |                                         |                                         |  |  | Asoci Bagratuní III el Cec (mort el 761) príncep d'Armènia | Asoci Bagratuní III el Cec (mort el 761) príncep d'Armènia | Asoci Bagratuní III el Cec (mort el 761) príncep d'Armènia | Asoci Bagratuní III el Cec (mort el 761) príncep d'Armènia | Asoci Bagratuní III el Cec (mort el 761) príncep d'Armènia  | Asoci Bagratuní III el Cec (mort el 761) príncep d'Armènia  |                                                             |                                                             |                                                             |                                                             |                                          |                                          | Isaac III (mort el 761) príncep d'Armènia | Isaac III (mort el 761) príncep d'Armènia | Isaac III (mort el 761) príncep d'Armènia | Isaac III (mort el 761) príncep d'Armènia | Isaac III (mort el 761) príncep d'Armènia | Isaac III (mort el 761) príncep d'Armènia |                                           |                                           |                                                    |                                                    |                                                    |                                                    |                                                    |                                                    |  |  |  |  |  |  |  |  |  |  |  |  |  |  |  |  |  |  |  |  |  |  |  |  |  |  |  |  |  |  |  |  |  |  |  |  |
|  |  |                                                                    |                                                                    |                                                                    |                                                                    |                                                                    |                                                                    |  |  |                                                           |                                                           |                                                           |                                                           |                                                           |                                                           |                                                 |                                                 |                                                 |                                                 |                                |                                |                                                                    |                                                                    |                                                                    |                                                                    |                                                                    |                                                                    |                                                    |                                                    |                                                    |                                                    |                                          |                                          |                                                                         |                                                           |                                                           |                                                           |                                                           |                                                           |                                                        |                                                        |                                                        |                                                        |                                         |                                         |                                         |                                         |  |  |                                                            |                                                            |                                                            |                                                            |                                                             |                                                             |                                                             |                                                             |                                                             |                                                             |                                          |                                          |                                           |                                           |                                           |                                           |                                           |                                           |                                           |                                           |                                                    |                                                    |                                                    |                                                    |                                                    |                                                    |  |  |  |  |  |  |  |  |  |  |  |  |  |  |  |  |  |  |  |  |  |  |  |  |  |  |  |  |  |  |  |  |  |  |  |  |
|  |  |                                                                    |                                                                    |                                                                    |                                                                    |                                                                    |                                                                    |  |  |                                                           |                                                           |                                                           |                                                           |                                                           |                                                           |                                                 |                                                 |                                                 |                                                 |                                |                                |                                                                    |                                                                    |                                                                    |                                                                    |                                                                    |                                                                    |                                                    |                                                    |                                                    |                                                    |                                          |                                          | Simbaci VII (mort el 775) príncep dels prínceps d'Armènia               | Simbaci VII (mort el 775) príncep dels prínceps d'Armènia | Simbaci VII (mort el 775) príncep dels prínceps d'Armènia | Simbaci VII (mort el 775) príncep dels prínceps d'Armènia | Simbaci VII (mort el 775) príncep dels prínceps d'Armènia | Simbaci VII (mort el 775) príncep dels prínceps d'Armènia |                                                        |                                                        |                                                        |                                                        |                                         |                                         |                                         |                                         |  |  |                                                            |                                                            |                                                            |                                                            |                                                             |                                                             |                                                             |                                                             |                                                             |                                                             |                                          |                                          |                                           |                                           |                                           |                                           |                                           |                                           |                                           |                                           | Vasaces                                            | Vasaces                                            | Vasaces                                            | Vasaces                                            | Vasaces                                            | Vasaces                                            |  |  |  |  |  |  |  |  |  |  |  |  |  |  |  |  |  |  |  |  |  |  |  |  |  |  |  |  |  |  |  |  |  |  |  |  |
|  |  |                                                                    |                                                                    |                                                                    |                                                                    |                                                                    |                                                                    |  |  |                                                           |                                                           |                                                           |                                                           |                                                           |                                                           |                                                 |                                                 |                                                 |                                                 |                                |                                |                                                                    |                                                                    |                                                                    |                                                                    |                                                                    |                                                                    |                                                    |                                                    |                                                    |                                                    |                                          |                                          | Simbaci VII (mort el 775) príncep dels prínceps d'Armènia               | Simbaci VII (mort el 775) príncep dels prínceps d'Armènia | Simbaci VII (mort el 775) príncep dels prínceps d'Armènia | Simbaci VII (mort el 775) príncep dels prínceps d'Armènia | Simbaci VII (mort el 775) príncep dels prínceps d'Armènia | Simbaci VII (mort el 775) príncep dels prínceps d'Armènia |                                                        |                                                        |                                                        |                                                        |                                         |                                         |                                         |                                         |  |  |                                                            |                                                            |                                                            |                                                            |                                                             |                                                             |                                                             |                                                             |                                                             |                                                             |                                          |                                          |                                           |                                           |                                           |                                           |                                           |                                           |                                           |                                           | Vasaces                                            | Vasaces                                            | Vasaces                                            | Vasaces                                            | Vasaces                                            | Vasaces                                            |  |  |  |  |  |  |  |  |  |  |  |  |  |  |  |  |  |  |  |  |  |  |  |  |  |  |  |  |  |  |  |  |  |  |  |  |
|  |  |                                                                    |                                                                    |                                                                    |                                                                    |                                                                    |                                                                    |  |  |                                                           |                                                           |                                                           |                                                           |                                                           |                                                           |                                                 |                                                 |                                                 |                                                 |                                |                                |                                                                    |                                                                    |                                                                    |                                                                    |                                                                    |                                                                    |                                                    |                                                    |                                                    |                                                    |                                          |                                          | Asoci IV Bagratuní o Asoci IV Bagratuní (mort el 826) príncep d'Armènia |                                                           |                                                           |                                                           |                                                           |                                                           |                                                        |                                                        |                                                        |                                                        |                                         |                                         |                                         |                                         |  |  |                                                            |                                                            |                                                            |                                                            |                                                             |                                                             |                                                             |                                                             |                                                             |                                                             |                                          |                                          |                                           |                                           |                                           |                                           |                                           |                                           |                                           |                                           |                                                    |                                                    |                                                    |                                                    |                                                    |                                                    |  |  |  |  |  |  |  |  |  |  |  |  |  |  |  |  |  |  |  |  |  |  |  |  |  |  |  |  |  |  |  |  |  |  |  |  |
|  |  |                                                                    |                                                                    |                                                                    |                                                                    |                                                                    |                                                                    |  |  |                                                           |                                                           |                                                           |                                                           |                                                           |                                                           |                                                 |                                                 |                                                 |                                                 |                                |                                |                                                                    |                                                                    |                                                                    |                                                                    |                                                                    |                                                                    |                                                    |                                                    |                                                    |                                                    |                                          |                                          |                                                                         |                                                           |                                                           |                                                           |                                                           |                                                           |                                                        |                                                        |                                                        |                                                        |                                         |                                         |                                         |                                         |  |  |                                                            |                                                            |                                                            |                                                            |                                                             |                                                             |                                                             |                                                             |                                                             |                                                             |                                          |                                          |                                           |                                           |                                           |                                           |                                           |                                           |                                           |                                           |                                                    |                                                    |                                                    |                                                    |                                                    |                                                    |  |  |  |  |  |  |  |  |  |  |  |  |  |  |  |  |  |  |  |  |  |  |  |  |  |  |  |  |  |  |  |  |  |  |  |  |
|  |  |                                                                    |                                                                    |                                                                    |                                                                    |                                                                    |                                                                    |  |  |                                                           |                                                           |                                                           |                                                           |                                                           |                                                           |                                                 |                                                 |                                                 |                                                 |                                |                                |                                                                    |                                                                    |                                                                    |                                                                    |                                                                    |                                                                    |                                                    |                                                    |                                                    |                                                    |                                          |                                          |                                                                         |                                                           |                                                           |                                                           |                                                           |                                                           |                                                        |                                                        |                                                        |                                                        |                                         |                                         |                                         |                                         |  |  |                                                            |                                                            |                                                            |                                                            |                                                             |                                                             |                                                             |                                                             |                                                             |                                                             |                                          |                                          |                                           |                                           |                                           |                                           |                                           |                                           |                                           |                                           |                                                    |                                                    |                                                    |                                                    |                                                    |                                                    |  |  |  |  |  |  |  |  |  |  |  |  |  |  |  |  |  |  |  |  |  |  |  |  |  |  |  |  |  |  |  |  |  |  |  |  |
|  |  |                                                                    |                                                                    |                                                                    |                                                                    |                                                                    |                                                                    |  |  |                                                           |                                                           |                                                           |                                                           |                                                           |                                                           |                                                 |                                                 |                                                 |                                                 |                                |                                | Simbaci VIII (Simbaci VIII Bagratuní) (mort el 854 o 862) sparapet | Simbaci VIII (Simbaci VIII Bagratuní) (mort el 854 o 862) sparapet | Simbaci VIII (Simbaci VIII Bagratuní) (mort el 854 o 862) sparapet | Simbaci VIII (Simbaci VIII Bagratuní) (mort el 854 o 862) sparapet | Simbaci VIII (Simbaci VIII Bagratuní) (mort el 854 o 862) sparapet | Simbaci VIII (Simbaci VIII Bagratuní) (mort el 854 o 862) sparapet |                                                    |                                                    |                                                    |                                                    |                                          |                                          |                                                                         |                                                           |                                                           |                                                           |                                                           |                                                           |                                                        |                                                        |                                                        |                                                        |                                         |                                         |                                         |                                         |  |  | Bagrat I Bagratuní príncep dels prínceps                   | Bagrat I Bagratuní príncep dels prínceps                   | Bagrat I Bagratuní príncep dels prínceps                   | Bagrat I Bagratuní príncep dels prínceps                   | Bagrat I Bagratuní príncep dels prínceps                    | Bagrat I Bagratuní príncep dels prínceps                    |                                                             |                                                             |                                                             |                                                             |                                          |                                          |                                           |                                           |                                           |                                           |                                           |                                           |                                           |                                           |                                                    |                                                    |                                                    |                                                    |                                                    |                                                    |  |  |  |  |  |  |  |  |  |  |  |  |  |  |  |  |  |  |  |  |  |  |  |  |  |  |  |  |  |  |  |  |  |  |  |  |
|  |  |                                                                    |                                                                    |                                                                    |                                                                    |                                                                    |                                                                    |  |  |                                                           |                                                           |                                                           |                                                           |                                                           |                                                           |                                                 |                                                 |                                                 |                                                 |                                |                                | Simbaci VIII (Simbaci VIII Bagratuní) (mort el 854 o 862) sparapet | Simbaci VIII (Simbaci VIII Bagratuní) (mort el 854 o 862) sparapet | Simbaci VIII (Simbaci VIII Bagratuní) (mort el 854 o 862) sparapet | Simbaci VIII (Simbaci VIII Bagratuní) (mort el 854 o 862) sparapet | Simbaci VIII (Simbaci VIII Bagratuní) (mort el 854 o 862) sparapet | Simbaci VIII (Simbaci VIII Bagratuní) (mort el 854 o 862) sparapet |                                                    |                                                    |                                                    |                                                    |                                          |                                          |                                                                         |                                                           |                                                           |                                                           |                                                           |                                                           |                                                        |                                                        |                                                        |                                                        |                                         |                                         |                                         |                                         |  |  | Bagrat I Bagratuní príncep dels prínceps                   | Bagrat I Bagratuní príncep dels prínceps                   | Bagrat I Bagratuní príncep dels prínceps                   | Bagrat I Bagratuní príncep dels prínceps                   | Bagrat I Bagratuní príncep dels prínceps                    | Bagrat I Bagratuní príncep dels prínceps                    |                                                             |                                                             |                                                             |                                                             |                                          |                                          |                                           |                                           |                                           |                                           |                                           |                                           |                                           |                                           |                                                    |                                                    |                                                    |                                                    |                                                    |                                                    |  |  |  |  |  |  |  |  |  |  |  |  |  |  |  |  |  |  |  |  |  |  |  |  |  |  |  |  |  |  |  |  |  |  |  |  |
|  |  |                                                                    |                                                                    |                                                                    |                                                                    |                                                                    |                                                                    |  |  |                                                           |                                                           |                                                           |                                                           |                                                           |                                                           |                                                 |                                                 |                                                 |                                                 |                                |                                |                                                                    |                                                                    |                                                                    |                                                                    |                                                                    |                                                                    |                                                    |                                                    |                                                    |                                                    |                                          |                                          |                                                                         |                                                           |                                                           |                                                           |                                                           |                                                           |                                                        |                                                        |                                                        |                                                        |                                         |                                         |                                         |                                         |  |  |                                                            |                                                            |                                                            |                                                            |                                                             |                                                             |                                                             |                                                             |                                                             |                                                             |                                          |                                          |                                           |                                           |                                           |                                           |                                           |                                           |                                           |                                           |                                                    |                                                    |                                                    |                                                    |                                                    |                                                    |  |  |  |  |  |  |  |  |  |  |  |  |  |  |  |  |  |  |  |  |  |  |  |  |  |  |  |  |  |  |  |  |  |  |  |  |
|  |  |                                                                    |                                                                    |                                                                    |                                                                    |                                                                    |                                                                    |  |  |                                                           |                                                           |                                                           |                                                           |                                                           |                                                           |                                                 |                                                 |                                                 |                                                 |                                |                                | Asoci I d'Armènia el Gran (mort el 890) rei d'Armènia              | Asoci I d'Armènia el Gran (mort el 890) rei d'Armènia              | Asoci I d'Armènia el Gran (mort el 890) rei d'Armènia              | Asoci I d'Armènia el Gran (mort el 890) rei d'Armènia              | Asoci I d'Armènia el Gran (mort el 890) rei d'Armènia              | Asoci I d'Armènia el Gran (mort el 890) rei d'Armènia              |                                                    |                                                    |                                                    |                                                    |                                          |                                          |                                                                         |                                                           |                                                           |                                                           |                                                           |                                                           |                                                        |                                                        | Asoci II (mort el 878) príncep de Taron                | Asoci II (mort el 878) príncep de Taron                | Asoci II (mort el 878) príncep de Taron | Asoci II (mort el 878) príncep de Taron | Asoci II (mort el 878) príncep de Taron | Asoci II (mort el 878) príncep de Taron |  |  | David (mort el 895) príncep de Taron                       | David (mort el 895) príncep de Taron                       | David (mort el 895) príncep de Taron                       | David (mort el 895) príncep de Taron                       | David (mort el 895) príncep de Taron                        | David (mort el 895) príncep de Taron                        |                                                             |                                                             |                                                             |                                                             |                                          |                                          | Tornik                                    | Tornik                                    | Tornik                                    | Tornik                                    | Tornik                                    | Tornik                                    |                                           |                                           |                                                    |                                                    |                                                    |                                                    |                                                    |                                                    |  |  |  |  |  |  |  |  |  |  |  |  |  |  |  |  |  |  |  |  |  |  |  |  |  |  |  |  |  |  |  |  |  |  |  |  |
|  |  |                                                                    |                                                                    |                                                                    |                                                                    |                                                                    |                                                                    |  |  |                                                           |                                                           |                                                           |                                                           |                                                           |                                                           |                                                 |                                                 |                                                 |                                                 |                                |                                | Asoci I d'Armènia el Gran (mort el 890) rei d'Armènia              | Asoci I d'Armènia el Gran (mort el 890) rei d'Armènia              | Asoci I d'Armènia el Gran (mort el 890) rei d'Armènia              | Asoci I d'Armènia el Gran (mort el 890) rei d'Armènia              | Asoci I d'Armènia el Gran (mort el 890) rei d'Armènia              | Asoci I d'Armènia el Gran (mort el 890) rei d'Armènia              |                                                    |                                                    |                                                    |                                                    |                                          |                                          |                                                                         |                                                           |                                                           |                                                           |                                                           |                                                           |                                                        |                                                        | Asoci II (mort el 878) príncep de Taron                | Asoci II (mort el 878) príncep de Taron                | Asoci II (mort el 878) príncep de Taron | Asoci II (mort el 878) príncep de Taron | Asoci II (mort el 878) príncep de Taron | Asoci II (mort el 878) príncep de Taron |  |  | David (mort el 895) príncep de Taron                       | David (mort el 895) príncep de Taron                       | David (mort el 895) príncep de Taron                       | David (mort el 895) príncep de Taron                       | David (mort el 895) príncep de Taron                        | David (mort el 895) príncep de Taron                        |                                                             |                                                             |                                                             |                                                             |                                          |                                          | Tornik                                    | Tornik                                    | Tornik                                    | Tornik                                    | Tornik                                    | Tornik                                    |                                           |                                           |                                                    |                                                    |                                                    |                                                    |                                                    |                                                    |  |  |  |  |  |  |  |  |  |  |  |  |  |  |  |  |  |  |  |  |  |  |  |  |  |  |  |  |  |  |  |  |  |  |  |  |
|  |  |                                                                    |                                                                    |                                                                    |                                                                    |                                                                    |                                                                    |  |  |                                                           |                                                           |                                                           |                                                           |                                                           |                                                           |                                                 |                                                 |                                                 |                                                 |                                |                                |                                                                    |                                                                    |                                                                    |                                                                    |                                                                    |                                                                    |                                                    |                                                    |                                                    |                                                    |                                          |                                          |                                                                         |                                                           |                                                           |                                                           |                                                           |                                                           |                                                        |                                                        |                                                        |                                                        |                                         |                                         |                                         |                                         |  |  |                                                            |                                                            |                                                            |                                                            |                                                             |                                                             |                                                             |                                                             |                                                             |                                                             |                                          |                                          |                                           |                                           |                                           |                                           |                                           |                                           |                                           |                                           |                                                    |                                                    |                                                    |                                                    |                                                    |                                                    |  |  |  |  |  |  |  |  |  |  |  |  |  |  |  |  |  |  |  |  |  |  |  |  |  |  |  |  |  |  |  |  |  |  |  |  |
|  |  |                                                                    |                                                                    |                                                                    |                                                                    |                                                                    |                                                                    |  |  | Simbaci I el Màrtir (Nahadak) (mort el 912) rei d'Armènia | Simbaci I el Màrtir (Nahadak) (mort el 912) rei d'Armènia | Simbaci I el Màrtir (Nahadak) (mort el 912) rei d'Armènia | Simbaci I el Màrtir (Nahadak) (mort el 912) rei d'Armènia | Simbaci I el Màrtir (Nahadak) (mort el 912) rei d'Armènia | Simbaci I el Màrtir (Nahadak) (mort el 912) rei d'Armènia |                                                 |                                                 |                                                 |                                                 |                                |                                |                                                                    |                                                                    |                                                                    |                                                                    |                                                                    |                                                                    |                                                    |                                                    |                                                    |                                                    |                                          |                                          | Shapuh                                                                  | Shapuh                                                    | Shapuh                                                    | Shapuh                                                    | Shapuh                                                    | Shapuh                                                    |                                                        |                                                        | Gurguèn (mort el 897) príncep de Taron                 | Gurguèn (mort el 897) príncep de Taron                 | Gurguèn (mort el 897) príncep de Taron  | Gurguèn (mort el 897) príncep de Taron  | Gurguèn (mort el 897) príncep de Taron  | Gurguèn (mort el 897) príncep de Taron  |  |  | Asoci                                                      | Asoci                                                      | Asoci                                                      | Asoci                                                      | Asoci                                                       | Asoci                                                       |                                                             |                                                             | Gregori I (mort el 939) príncep de Taron                    | Gregori I (mort el 939) príncep de Taron                    | Gregori I (mort el 939) príncep de Taron | Gregori I (mort el 939) príncep de Taron | Gregori I (mort el 939) príncep de Taron  | Gregori I (mort el 939) príncep de Taron  |                                           |                                           |                                           |                                           |                                           |                                           | Apoganem                                           | Apoganem                                           | Apoganem                                           | Apoganem                                           | Apoganem                                           | Apoganem                                           |  |  |  |  |  |  |  |  |  |  |  |  |  |  |  |  |  |  |  |  |  |  |  |  |  |  |  |  |  |  |  |  |  |  |  |  |
|  |  |                                                                    |                                                                    |                                                                    |                                                                    |                                                                    |                                                                    |  |  | Simbaci I el Màrtir (Nahadak) (mort el 912) rei d'Armènia | Simbaci I el Màrtir (Nahadak) (mort el 912) rei d'Armènia | Simbaci I el Màrtir (Nahadak) (mort el 912) rei d'Armènia | Simbaci I el Màrtir (Nahadak) (mort el 912) rei d'Armènia | Simbaci I el Màrtir (Nahadak) (mort el 912) rei d'Armènia | Simbaci I el Màrtir (Nahadak) (mort el 912) rei d'Armènia |                                                 |                                                 |                                                 |                                                 |                                |                                |                                                                    |                                                                    |                                                                    |                                                                    |                                                                    |                                                                    |                                                    |                                                    |                                                    |                                                    |                                          |                                          | Shapuh                                                                  | Shapuh                                                    | Shapuh                                                    | Shapuh                                                    | Shapuh                                                    | Shapuh                                                    |                                                        |                                                        | Gurguèn (mort el 897) príncep de Taron                 | Gurguèn (mort el 897) príncep de Taron                 | Gurguèn (mort el 897) príncep de Taron  | Gurguèn (mort el 897) príncep de Taron  | Gurguèn (mort el 897) príncep de Taron  | Gurguèn (mort el 897) príncep de Taron  |  |  | Asoci                                                      | Asoci                                                      | Asoci                                                      | Asoci                                                      | Asoci                                                       | Asoci                                                       |                                                             |                                                             | Gregori I (mort el 939) príncep de Taron                    | Gregori I (mort el 939) príncep de Taron                    | Gregori I (mort el 939) príncep de Taron | Gregori I (mort el 939) príncep de Taron | Gregori I (mort el 939) príncep de Taron  | Gregori I (mort el 939) príncep de Taron  |                                           |                                           |                                           |                                           |                                           |                                           | Apoganem                                           | Apoganem                                           | Apoganem                                           | Apoganem                                           | Apoganem                                           | Apoganem                                           |  |  |  |  |  |  |  |  |  |  |  |  |  |  |  |  |  |  |  |  |  |  |  |  |  |  |  |  |  |  |  |  |  |  |  |  |
|  |  |                                                                    |                                                                    |                                                                    |                                                                    |                                                                    |                                                                    |  |  |                                                           |                                                           |                                                           |                                                           |                                                           |                                                           |                                                 |                                                 |                                                 |                                                 |                                |                                |                                                                    |                                                                    |                                                                    |                                                                    |                                                                    |                                                                    |                                                    |                                                    |                                                    |                                                    |                                          |                                          |                                                                         |                                                           |                                                           |                                                           |                                                           |                                                           |                                                        |                                                        |                                                        |                                                        |                                         |                                         |                                         |                                         |  |  |                                                            |                                                            |                                                            |                                                            |                                                             |                                                             |                                                             |                                                             |                                                             |                                                             |                                          |                                          |                                           |                                           |                                           |                                           |                                           |                                           |                                           |                                           |                                                    |                                                    |                                                    |                                                    |                                                    |                                                    |  |  |  |  |  |  |  |  |  |  |  |  |  |  |  |  |  |  |  |  |  |  |  |  |  |  |  |  |  |  |  |  |  |  |  |  |
|  |  | Asoci II el Ferro o Asoci II d'Armènia (mort el 928) rei d'Armènia | Asoci II el Ferro o Asoci II d'Armènia (mort el 928) rei d'Armènia | Asoci II el Ferro o Asoci II d'Armènia (mort el 928) rei d'Armènia | Asoci II el Ferro o Asoci II d'Armènia (mort el 928) rei d'Armènia | Asoci II el Ferro o Asoci II d'Armènia (mort el 928) rei d'Armènia | Asoci II el Ferro o Asoci II d'Armènia (mort el 928) rei d'Armènia |  |  |                                                           |                                                           |                                                           |                                                           |                                                           |                                                           |                                                 |                                                 |                                                 |                                                 |                                |                                | Abas I (mort el 951) rei d'Armènia                                 | Abas I (mort el 951) rei d'Armènia                                 | Abas I (mort el 951) rei d'Armènia                                 | Abas I (mort el 951) rei d'Armènia                                 | Abas I (mort el 951) rei d'Armènia                                 | Abas I (mort el 951) rei d'Armènia                                 |                                                    |                                                    |                                                    |                                                    |                                          |                                          | Asoci Sparapet anti rei (mort el 936)                                   | Asoci Sparapet anti rei (mort el 936)                     | Asoci Sparapet anti rei (mort el 936)                     | Asoci Sparapet anti rei (mort el 936)                     | Asoci Sparapet anti rei (mort el 936)                     | Asoci Sparapet anti rei (mort el 936)                     |                                                        |                                                        |                                                        |                                                        |                                         |                                         |                                         |                                         |  |  |                                                            |                                                            |                                                            |                                                            | Bagrat II príncep de Taron                                  | Bagrat II príncep de Taron                                  | Bagrat II príncep de Taron                                  | Bagrat II príncep de Taron                                  | Bagrat II príncep de Taron                                  | Bagrat II príncep de Taron                                  |                                          |                                          | Asoci III (mort el 966) príncep de Taron  | Asoci III (mort el 966) príncep de Taron  | Asoci III (mort el 966) príncep de Taron  | Asoci III (mort el 966) príncep de Taron  | Asoci III (mort el 966) príncep de Taron  | Asoci III (mort el 966) príncep de Taron  |                                           |                                           | família Turnikioi                                  | família Turnikioi                                  | família Turnikioi                                  | família Turnikioi                                  | família Turnikioi                                  | família Turnikioi                                  |  |  |  |  |  |  |  |  |  |  |  |  |  |  |  |  |  |  |  |  |  |  |  |  |  |  |  |  |  |  |  |  |  |  |  |  |
|  |  | Asoci II el Ferro o Asoci II d'Armènia (mort el 928) rei d'Armènia | Asoci II el Ferro o Asoci II d'Armènia (mort el 928) rei d'Armènia | Asoci II el Ferro o Asoci II d'Armènia (mort el 928) rei d'Armènia | Asoci II el Ferro o Asoci II d'Armènia (mort el 928) rei d'Armènia | Asoci II el Ferro o Asoci II d'Armènia (mort el 928) rei d'Armènia | Asoci II el Ferro o Asoci II d'Armènia (mort el 928) rei d'Armènia |  |  |                                                           |                                                           |                                                           |                                                           |                                                           |                                                           |                                                 |                                                 |                                                 |                                                 |                                |                                | Abas I (mort el 951) rei d'Armènia                                 | Abas I (mort el 951) rei d'Armènia                                 | Abas I (mort el 951) rei d'Armènia                                 | Abas I (mort el 951) rei d'Armènia                                 | Abas I (mort el 951) rei d'Armènia                                 | Abas I (mort el 951) rei d'Armènia                                 |                                                    |                                                    |                                                    |                                                    |                                          |                                          | Asoci Sparapet anti rei (mort el 936)                                   | Asoci Sparapet anti rei (mort el 936)                     | Asoci Sparapet anti rei (mort el 936)                     | Asoci Sparapet anti rei (mort el 936)                     | Asoci Sparapet anti rei (mort el 936)                     | Asoci Sparapet anti rei (mort el 936)                     |                                                        |                                                        |                                                        |                                                        |                                         |                                         |                                         |                                         |  |  |                                                            |                                                            |                                                            |                                                            | Bagrat II príncep de Taron                                  | Bagrat II príncep de Taron                                  | Bagrat II príncep de Taron                                  | Bagrat II príncep de Taron                                  | Bagrat II príncep de Taron                                  | Bagrat II príncep de Taron                                  |                                          |                                          | Asoci III (mort el 966) príncep de Taron  | Asoci III (mort el 966) príncep de Taron  | Asoci III (mort el 966) príncep de Taron  | Asoci III (mort el 966) príncep de Taron  | Asoci III (mort el 966) príncep de Taron  | Asoci III (mort el 966) príncep de Taron  |                                           |                                           | família Turnikioi                                  | família Turnikioi                                  | família Turnikioi                                  | família Turnikioi                                  | família Turnikioi                                  | família Turnikioi                                  |  |  |  |  |  |  |  |  |  |  |  |  |  |  |  |  |  |  |  |  |  |  |  |  |  |  |  |  |  |  |  |  |  |  |  |  |
|  |  |                                                                    |                                                                    |                                                                    |                                                                    |                                                                    |                                                                    |  |  |                                                           |                                                           |                                                           |                                                           |                                                           |                                                           |                                                 |                                                 |                                                 |                                                 |                                |                                |                                                                    |                                                                    |                                                                    |                                                                    |                                                                    |                                                                    |                                                    |                                                    |                                                    |                                                    |                                          |                                          |                                                                         |                                                           |                                                           |                                                           |                                                           |                                                           |                                                        |                                                        |                                                        |                                                        |                                         |                                         |                                         |                                         |  |  |                                                            |                                                            |                                                            |                                                            |                                                             |                                                             |                                                             |                                                             |                                                             |                                                             |                                          |                                          |                                           |                                           |                                           |                                           |                                           |                                           |                                           |                                           |                                                    |                                                    |                                                    |                                                    |                                                    |                                                    |  |  |  |  |  |  |  |  |  |  |  |  |  |  |  |  |  |  |  |  |  |  |  |  |  |  |  |  |  |  |  |  |  |  |  |  |
|  |  |                                                                    |                                                                    |                                                                    |                                                                    |                                                                    |                                                                    |  |  |                                                           |                                                           |                                                           |                                                           | Asoci III d'Armènia (mort el 977) rei d'Armènia           | Asoci III d'Armènia (mort el 977) rei d'Armènia           | Asoci III d'Armènia (mort el 977) rei d'Armènia | Asoci III d'Armènia (mort el 977) rei d'Armènia | Asoci III d'Armènia (mort el 977) rei d'Armènia | Asoci III d'Armènia (mort el 977) rei d'Armènia |                                |                                |                                                                    |                                                                    |                                                                    |                                                                    |                                                                    |                                                                    |                                                    |                                                    |                                                    |                                                    |                                          |                                          |                                                                         |                                                           |                                                           |                                                           |                                                           |                                                           |                                                        |                                                        | Musel (mort el984) rei de Kars                         | Musel (mort el984) rei de Kars                         | Musel (mort el984) rei de Kars          | Musel (mort el984) rei de Kars          | Musel (mort el984) rei de Kars          | Musel (mort el984) rei de Kars          |  |  |                                                            |                                                            |                                                            |                                                            |                                                             |                                                             |                                                             |                                                             | Bagrat III príncep de Taron                                 | Bagrat III príncep de Taron                                 | Bagrat III príncep de Taron              | Bagrat III príncep de Taron              | Bagrat III príncep de Taron               | Bagrat III príncep de Taron               |                                           |                                           | Gregori II (mort el 995) príncep de Taron | Gregori II (mort el 995) príncep de Taron | Gregori II (mort el 995) príncep de Taron | Gregori II (mort el 995) príncep de Taron | Gregori II (mort el 995) príncep de Taron          | Gregori II (mort el 995) príncep de Taron          |                                                    |                                                    |                                                    |                                                    |  |  |  |  |  |  |  |  |  |  |  |  |  |  |  |  |  |  |  |  |  |  |  |  |  |  |  |  |  |  |  |  |  |  |  |  |
|  |  |                                                                    |                                                                    |                                                                    |                                                                    |                                                                    |                                                                    |  |  |                                                           |                                                           |                                                           |                                                           | Asoci III d'Armènia (mort el 977) rei d'Armènia           | Asoci III d'Armènia (mort el 977) rei d'Armènia           | Asoci III d'Armènia (mort el 977) rei d'Armènia | Asoci III d'Armènia (mort el 977) rei d'Armènia | Asoci III d'Armènia (mort el 977) rei d'Armènia | Asoci III d'Armènia (mort el 977) rei d'Armènia |                                |                                |                                                                    |                                                                    |                                                                    |                                                                    |                                                                    |                                                                    |                                                    |                                                    |                                                    |                                                    |                                          |                                          |                                                                         |                                                           |                                                           |                                                           |                                                           |                                                           |                                                        |                                                        | Musel (mort el984) rei de Kars                         | Musel (mort el984) rei de Kars                         | Musel (mort el984) rei de Kars          | Musel (mort el984) rei de Kars          | Musel (mort el984) rei de Kars          | Musel (mort el984) rei de Kars          |  |  |                                                            |                                                            |                                                            |                                                            |                                                             |                                                             |                                                             |                                                             | Bagrat III príncep de Taron                                 | Bagrat III príncep de Taron                                 | Bagrat III príncep de Taron              | Bagrat III príncep de Taron              | Bagrat III príncep de Taron               | Bagrat III príncep de Taron               |                                           |                                           | Gregori II (mort el 995) príncep de Taron | Gregori II (mort el 995) príncep de Taron | Gregori II (mort el 995) príncep de Taron | Gregori II (mort el 995) príncep de Taron | Gregori II (mort el 995) príncep de Taron          | Gregori II (mort el 995) príncep de Taron          |                                                    |                                                    |                                                    |                                                    |  |  |  |  |  |  |  |  |  |  |  |  |  |  |  |  |  |  |  |  |  |  |  |  |  |  |  |  |  |  |  |  |  |  |  |  |
|  |  |                                                                    |                                                                    |                                                                    |                                                                    |                                                                    |                                                                    |  |  |                                                           |                                                           |                                                           |                                                           |                                                           |                                                           |                                                 |                                                 |                                                 |                                                 |                                |                                |                                                                    |                                                                    |                                                                    |                                                                    |                                                                    |                                                                    |                                                    |                                                    |                                                    |                                                    |                                          |                                          |                                                                         |                                                           |                                                           |                                                           |                                                           |                                                           |                                                        |                                                        |                                                        |                                                        |                                         |                                         |                                         |                                         |  |  |                                                            |                                                            |                                                            |                                                            |                                                             |                                                             |                                                             |                                                             |                                                             |                                                             |                                          |                                          |                                           |                                           |                                           |                                           |                                           |                                           |                                           |                                           |                                                    |                                                    |                                                    |                                                    |                                                    |                                                    |  |  |  |  |  |  |  |  |  |  |  |  |  |  |  |  |  |  |  |  |  |  |  |  |  |  |  |  |  |  |  |  |  |  |  |  |
|  |  | Simbaci II d'Armènia (mort el 989) rei d'Armènia                   | Simbaci II d'Armènia (mort el 989) rei d'Armènia                   | Simbaci II d'Armènia (mort el 989) rei d'Armènia                   | Simbaci II d'Armènia (mort el 989) rei d'Armènia                   | Simbaci II d'Armènia (mort el 989) rei d'Armènia                   | Simbaci II d'Armènia (mort el 989) rei d'Armènia                   |  |  | Gaguik I (mort el 1020) rei d'Aní                         | Gaguik I (mort el 1020) rei d'Aní                         | Gaguik I (mort el 1020) rei d'Aní                         | Gaguik I (mort el 1020) rei d'Aní                         | Gaguik I (mort el 1020) rei d'Aní                         | Gaguik I (mort el 1020) rei d'Aní                         |                                                 |                                                 |                                                 |                                                 |                                |                                |                                                                    |                                                                    |                                                                    |                                                                    | Gurguèn I (mort el 989) rei d'Aghuània                             | Gurguèn I (mort el 989) rei d'Aghuània                             | Gurguèn I (mort el 989) rei d'Aghuània             | Gurguèn I (mort el 989) rei d'Aghuània             | Gurguèn I (mort el 989) rei d'Aghuània             | Gurguèn I (mort el 989) rei d'Aghuània             |                                          |                                          |                                                                         |                                                           |                                                           |                                                           |                                                           |                                                           |                                                        |                                                        | Abas I (mort el 1029) rei de Kars                      | Abas I (mort el 1029) rei de Kars                      | Abas I (mort el 1029) rei de Kars       | Abas I (mort el 1029) rei de Kars       | Abas I (mort el 1029) rei de Kars       | Abas I (mort el 1029) rei de Kars       |  |  |                                                            |                                                            |                                                            |                                                            |                                                             |                                                             |                                                             |                                                             | família del Taronita                                        | família del Taronita                                        | família del Taronita                     | família del Taronita                     | família del Taronita                      | família del Taronita                      |                                           |                                           |                                           |                                           |                                           |                                           |                                                    |                                                    |                                                    |                                                    |                                                    |                                                    |  |  |  |  |  |  |  |  |  |  |  |  |  |  |  |  |  |  |  |  |  |  |  |  |  |  |  |  |  |  |  |  |  |  |  |  |
|  |  | Simbaci II d'Armènia (mort el 989) rei d'Armènia                   | Simbaci II d'Armènia (mort el 989) rei d'Armènia                   | Simbaci II d'Armènia (mort el 989) rei d'Armènia                   | Simbaci II d'Armènia (mort el 989) rei d'Armènia                   | Simbaci II d'Armènia (mort el 989) rei d'Armènia                   | Simbaci II d'Armènia (mort el 989) rei d'Armènia                   |  |  | Gaguik I (mort el 1020) rei d'Aní                         | Gaguik I (mort el 1020) rei d'Aní                         | Gaguik I (mort el 1020) rei d'Aní                         | Gaguik I (mort el 1020) rei d'Aní                         | Gaguik I (mort el 1020) rei d'Aní                         | Gaguik I (mort el 1020) rei d'Aní                         |                                                 |                                                 |                                                 |                                                 |                                |                                |                                                                    |                                                                    |                                                                    |                                                                    | Gurguèn I (mort el 989) rei d'Aghuània                             | Gurguèn I (mort el 989) rei d'Aghuània                             | Gurguèn I (mort el 989) rei d'Aghuània             | Gurguèn I (mort el 989) rei d'Aghuània             | Gurguèn I (mort el 989) rei d'Aghuània             | Gurguèn I (mort el 989) rei d'Aghuània             |                                          |                                          |                                                                         |                                                           |                                                           |                                                           |                                                           |                                                           |                                                        |                                                        | Abas I (mort el 1029) rei de Kars                      | Abas I (mort el 1029) rei de Kars                      | Abas I (mort el 1029) rei de Kars       | Abas I (mort el 1029) rei de Kars       | Abas I (mort el 1029) rei de Kars       | Abas I (mort el 1029) rei de Kars       |  |  |                                                            |                                                            |                                                            |                                                            |                                                             |                                                             |                                                             |                                                             | família del Taronita                                        | família del Taronita                                        | família del Taronita                     | família del Taronita                     | família del Taronita                      | família del Taronita                      |                                           |                                           |                                           |                                           |                                           |                                           |                                                    |                                                    |                                                    |                                                    |                                                    |                                                    |  |  |  |  |  |  |  |  |  |  |  |  |  |  |  |  |  |  |  |  |  |  |  |  |  |  |  |  |  |  |  |  |  |  |  |  |
|  |  |                                                                    |                                                                    |                                                                    |                                                                    |                                                                    |                                                                    |  |  |                                                           |                                                           |                                                           |                                                           |                                                           |                                                           |                                                 |                                                 |                                                 |                                                 |                                |                                |                                                                    |                                                                    |                                                                    |                                                                    |                                                                    |                                                                    |                                                    |                                                    |                                                    |                                                    |                                          |                                          |                                                                         |                                                           |                                                           |                                                           |                                                           |                                                           |                                                        |                                                        |                                                        |                                                        |                                         |                                         |                                         |                                         |  |  |                                                            |                                                            |                                                            |                                                            |                                                             |                                                             |                                                             |                                                             |                                                             |                                                             |                                          |                                          |                                           |                                           |                                           |                                           |                                           |                                           |                                           |                                           |                                                    |                                                    |                                                    |                                                    |                                                    |                                                    |  |  |  |  |  |  |  |  |  |  |  |  |  |  |  |  |  |  |  |  |  |  |  |  |  |  |  |  |  |  |  |  |  |  |  |  |
|  |  | Simbaci III (mort el 1041) rei d'Aní                               | Simbaci III (mort el 1041) rei d'Aní                               | Simbaci III (mort el 1041) rei d'Aní                               | Simbaci III (mort el 1041) rei d'Aní                               | Simbaci III (mort el 1041) rei d'Aní                               | Simbaci III (mort el 1041) rei d'Aní                               |  |  | Asoci IV Qadj (mort el 1039) rei d'Aní                    | Asoci IV Qadj (mort el 1039) rei d'Aní                    | Asoci IV Qadj (mort el 1039) rei d'Aní                    | Asoci IV Qadj (mort el 1039) rei d'Aní                    | Asoci IV Qadj (mort el 1039) rei d'Aní                    | Asoci IV Qadj (mort el 1039) rei d'Aní                    |                                                 |                                                 |                                                 |                                                 |                                |                                |                                                                    |                                                                    |                                                                    |                                                                    | David I (David Anholin) (mort el 1048) rei de Lorí                 | David I (David Anholin) (mort el 1048) rei de Lorí                 | David I (David Anholin) (mort el 1048) rei de Lorí | David I (David Anholin) (mort el 1048) rei de Lorí | David I (David Anholin) (mort el 1048) rei de Lorí | David I (David Anholin) (mort el 1048) rei de Lorí |                                          |                                          |                                                                         |                                                           |                                                           |                                                           |                                                           |                                                           |                                                        |                                                        | Gaguik Abas (mort el 1080) rei de Kars                 | Gaguik Abas (mort el 1080) rei de Kars                 | Gaguik Abas (mort el 1080) rei de Kars  | Gaguik Abas (mort el 1080) rei de Kars  | Gaguik Abas (mort el 1080) rei de Kars  | Gaguik Abas (mort el 1080) rei de Kars  |  |  |                                                            |                                                            |                                                            |                                                            |                                                             |                                                             |                                                             |                                                             |                                                             |                                                             |                                          |                                          |                                           |                                           |                                           |                                           |                                           |                                           |                                           |                                           |                                                    |                                                    |                                                    |                                                    |                                                    |                                                    |  |  |  |  |  |  |  |  |  |  |  |  |  |  |  |  |  |  |  |  |  |  |  |  |  |  |  |  |  |  |  |  |  |  |  |  |
|  |  | Simbaci III (mort el 1041) rei d'Aní                               | Simbaci III (mort el 1041) rei d'Aní                               | Simbaci III (mort el 1041) rei d'Aní                               | Simbaci III (mort el 1041) rei d'Aní                               | Simbaci III (mort el 1041) rei d'Aní                               | Simbaci III (mort el 1041) rei d'Aní                               |  |  | Asoci IV Qadj (mort el 1039) rei d'Aní                    | Asoci IV Qadj (mort el 1039) rei d'Aní                    | Asoci IV Qadj (mort el 1039) rei d'Aní                    | Asoci IV Qadj (mort el 1039) rei d'Aní                    | Asoci IV Qadj (mort el 1039) rei d'Aní                    | Asoci IV Qadj (mort el 1039) rei d'Aní                    |                                                 |                                                 |                                                 |                                                 |                                |                                |                                                                    |                                                                    |                                                                    |                                                                    | David I (David Anholin) (mort el 1048) rei de Lorí                 | David I (David Anholin) (mort el 1048) rei de Lorí                 | David I (David Anholin) (mort el 1048) rei de Lorí | David I (David Anholin) (mort el 1048) rei de Lorí | David I (David Anholin) (mort el 1048) rei de Lorí | David I (David Anholin) (mort el 1048) rei de Lorí |                                          |                                          |                                                                         |                                                           |                                                           |                                                           |                                                           |                                                           |                                                        |                                                        | Gaguik Abas (mort el 1080) rei de Kars                 | Gaguik Abas (mort el 1080) rei de Kars                 | Gaguik Abas (mort el 1080) rei de Kars  | Gaguik Abas (mort el 1080) rei de Kars  | Gaguik Abas (mort el 1080) rei de Kars  | Gaguik Abas (mort el 1080) rei de Kars  |  |  |                                                            |                                                            |                                                            |                                                            |                                                             |                                                             |                                                             |                                                             |                                                             |                                                             |                                          |                                          |                                           |                                           |                                           |                                           |                                           |                                           |                                           |                                           |                                                    |                                                    |                                                    |                                                    |                                                    |                                                    |  |  |  |  |  |  |  |  |  |  |  |  |  |  |  |  |  |  |  |  |  |  |  |  |  |  |  |  |  |  |  |  |  |  |  |  |
|  |  |                                                                    |                                                                    |                                                                    |                                                                    |                                                                    |                                                                    |  |  |                                                           |                                                           |                                                           |                                                           |                                                           |                                                           |                                                 |                                                 |                                                 |                                                 |                                |                                |                                                                    |                                                                    |                                                                    |                                                                    |                                                                    |                                                                    |                                                    |                                                    |                                                    |                                                    |                                          |                                          |                                                                         |                                                           |                                                           |                                                           |                                                           |                                                           |                                                        |                                                        |                                                        |                                                        |                                         |                                         |                                         |                                         |  |  |                                                            |                                                            |                                                            |                                                            |                                                             |                                                             |                                                             |                                                             |                                                             |                                                             |                                          |                                          |                                           |                                           |                                           |                                           |                                           |                                           |                                           |                                           |                                                    |                                                    |                                                    |                                                    |                                                    |                                                    |  |  |  |  |  |  |  |  |  |  |  |  |  |  |  |  |  |  |  |  |  |  |  |  |  |  |  |  |  |  |  |  |  |  |  |  |
|  |  |                                                                    |                                                                    |                                                                    |                                                                    |                                                                    |                                                                    |  |  | Gaguik II (mort el 1079) rei d'Aní                        | Gaguik II (mort el 1079) rei d'Aní                        | Gaguik II (mort el 1079) rei d'Aní                        | Gaguik II (mort el 1079) rei d'Aní                        | Gaguik II (mort el 1079) rei d'Aní                        | Gaguik II (mort el 1079) rei d'Aní                        |                                                 |                                                 |                                                 |                                                 |                                |                                | Gurguèn II o Ciríac de Lorí (mort el 1089) curopalata de Lorí      | Gurguèn II o Ciríac de Lorí (mort el 1089) curopalata de Lorí      | Gurguèn II o Ciríac de Lorí (mort el 1089) curopalata de Lorí      | Gurguèn II o Ciríac de Lorí (mort el 1089) curopalata de Lorí      | Gurguèn II o Ciríac de Lorí (mort el 1089) curopalata de Lorí      | Gurguèn II o Ciríac de Lorí (mort el 1089) curopalata de Lorí      |                                                    |                                                    |                                                    |                                                    |                                          |                                          | Gaguik I (mort el 1058) rei de Kakhètia                                 | Gaguik I (mort el 1058) rei de Kakhètia                   | Gaguik I (mort el 1058) rei de Kakhètia                   | Gaguik I (mort el 1058) rei de Kakhètia                   | Gaguik I (mort el 1058) rei de Kakhètia                   | Gaguik I (mort el 1058) rei de Kakhètia                   |                                                        |                                                        |                                                        |                                                        |                                         |                                         |                                         |                                         |  |  |                                                            |                                                            |                                                            |                                                            |                                                             |                                                             |                                                             |                                                             |                                                             |                                                             |                                          |                                          |                                           |                                           |                                           |                                           |                                           |                                           |                                           |                                           |                                                    |                                                    |                                                    |                                                    |                                                    |                                                    |  |  |  |  |  |  |  |  |  |  |  |  |  |  |  |  |  |  |  |  |  |  |  |  |  |  |  |  |  |  |  |  |  |  |  |  |
|  |  |                                                                    |                                                                    |                                                                    |                                                                    |                                                                    |                                                                    |  |  | Gaguik II (mort el 1079) rei d'Aní                        | Gaguik II (mort el 1079) rei d'Aní                        | Gaguik II (mort el 1079) rei d'Aní                        | Gaguik II (mort el 1079) rei d'Aní                        | Gaguik II (mort el 1079) rei d'Aní                        | Gaguik II (mort el 1079) rei d'Aní                        |                                                 |                                                 |                                                 |                                                 |                                |                                | Gurguèn II o Ciríac de Lorí (mort el 1089) curopalata de Lorí      | Gurguèn II o Ciríac de Lorí (mort el 1089) curopalata de Lorí      | Gurguèn II o Ciríac de Lorí (mort el 1089) curopalata de Lorí      | Gurguèn II o Ciríac de Lorí (mort el 1089) curopalata de Lorí      | Gurguèn II o Ciríac de Lorí (mort el 1089) curopalata de Lorí      | Gurguèn II o Ciríac de Lorí (mort el 1089) curopalata de Lorí      |                                                    |                                                    |                                                    |                                                    |                                          |                                          | Gaguik I (mort el 1058) rei de Kakhètia                                 | Gaguik I (mort el 1058) rei de Kakhètia                   | Gaguik I (mort el 1058) rei de Kakhètia                   | Gaguik I (mort el 1058) rei de Kakhètia                   | Gaguik I (mort el 1058) rei de Kakhètia                   | Gaguik I (mort el 1058) rei de Kakhètia                   |                                                        |                                                        |                                                        |                                                        |                                         |                                         |                                         |                                         |  |  |                                                            |                                                            |                                                            |                                                            |                                                             |                                                             |                                                             |                                                             |                                                             |                                                             |                                          |                                          |                                           |                                           |                                           |                                           |                                           |                                           |                                           |                                           |                                                    |                                                    |                                                    |                                                    |                                                    |                                                    |  |  |  |  |  |  |  |  |  |  |  |  |  |  |  |  |  |  |  |  |  |  |  |  |  |  |  |  |  |  |  |  |  |  |  |  |
|  |  |                                                                    |                                                                    |                                                                    |                                                                    |                                                                    |                                                                    |  |  |                                                           |                                                           |                                                           |                                                           |                                                           |                                                           |                                                 |                                                 |                                                 |                                                 |                                |                                |                                                                    |                                                                    |                                                                    |                                                                    |                                                                    |                                                                    |                                                    |                                                    |                                                    |                                                    |                                          |                                          |                                                                         |                                                           |                                                           |                                                           |                                                           |                                                           |                                                        |                                                        |                                                        |                                                        |                                         |                                         |                                         |                                         |  |  |                                                            |                                                            |                                                            |                                                            |                                                             |                                                             |                                                             |                                                             |                                                             |                                                             |                                          |                                          |                                           |                                           |                                           |                                           |                                           |                                           |                                           |                                           |                                                    |                                                    |                                                    |                                                    |                                                    |                                                    |  |  |  |  |  |  |  |  |  |  |  |  |  |  |  |  |  |  |  |  |  |  |  |  |  |  |  |  |  |  |  |  |  |  |  |  |
|  |  | Joan                                                               | Joan                                                               | Joan                                                               | Joan                                                               | Joan                                                               | Joan                                                               |  |  | David                                                     | David                                                     | David                                                     | David                                                     | David                                                     | David                                                     |                                                 |                                                 | David II curopalata de Lorí                     | David II curopalata de Lorí                     | David II curopalata de Lorí    | David II curopalata de Lorí    | David II curopalata de Lorí                                        | David II curopalata de Lorí                                        |                                                                    |                                                                    | Abas I curopalata de Lorí                                          | Abas I curopalata de Lorí                                          | Abas I curopalata de Lorí                          | Abas I curopalata de Lorí                          | Abas I curopalata de Lorí                          | Abas I curopalata de Lorí                          |                                          |                                          | Agsartan I de Kakhètia (mort el 1084) rwi de Kakhètia                   | Agsartan I de Kakhètia (mort el 1084) rwi de Kakhètia     | Agsartan I de Kakhètia (mort el 1084) rwi de Kakhètia     | Agsartan I de Kakhètia (mort el 1084) rwi de Kakhètia     | Agsartan I de Kakhètia (mort el 1084) rwi de Kakhètia     | Agsartan I de Kakhètia (mort el 1084) rwi de Kakhètia     |                                                        |                                                        |                                                        |                                                        |                                         |                                         |                                         |                                         |  |  |                                                            |                                                            |                                                            |                                                            |                                                             |                                                             |                                                             |                                                             |                                                             |                                                             |                                          |                                          |                                           |                                           |                                           |                                           |                                           |                                           |                                           |                                           |                                                    |                                                    |                                                    |                                                    |                                                    |                                                    |  |  |  |  |  |  |  |  |  |  |  |  |  |  |  |  |  |  |  |  |  |  |  |  |  |  |  |  |  |  |  |  |  |  |  |  |
|  |  | Joan                                                               | Joan                                                               | Joan                                                               | Joan                                                               | Joan                                                               | Joan                                                               |  |  | David                                                     | David                                                     | David                                                     | David                                                     | David                                                     | David                                                     |                                                 |                                                 | David II curopalata de Lorí                     | David II curopalata de Lorí                     | David II curopalata de Lorí    | David II curopalata de Lorí    | David II curopalata de Lorí                                        | David II curopalata de Lorí                                        |                                                                    |                                                                    | Abas I curopalata de Lorí                                          | Abas I curopalata de Lorí                                          | Abas I curopalata de Lorí                          | Abas I curopalata de Lorí                          | Abas I curopalata de Lorí                          | Abas I curopalata de Lorí                          |                                          |                                          | Agsartan I de Kakhètia (mort el 1084) rwi de Kakhètia                   | Agsartan I de Kakhètia (mort el 1084) rwi de Kakhètia     | Agsartan I de Kakhètia (mort el 1084) rwi de Kakhètia     | Agsartan I de Kakhètia (mort el 1084) rwi de Kakhètia     | Agsartan I de Kakhètia (mort el 1084) rwi de Kakhètia     | Agsartan I de Kakhètia (mort el 1084) rwi de Kakhètia     |                                                        |                                                        |                                                        |                                                        |                                         |                                         |                                         |                                         |  |  |                                                            |                                                            |                                                            |                                                            |                                                             |                                                             |                                                             |                                                             |                                                             |                                                             |                                          |                                          |                                           |                                           |                                           |                                           |                                           |                                           |                                           |                                           |                                                    |                                                    |                                                    |                                                    |                                                    |                                                    |  |  |  |  |  |  |  |  |  |  |  |  |  |  |  |  |  |  |  |  |  |  |  |  |  |  |  |  |  |  |  |  |  |  |  |  |
|  |  |                                                                    |                                                                    |                                                                    |                                                                    |                                                                    |                                                                    |  |  |                                                           |                                                           |                                                           |                                                           |                                                           |                                                           |                                                 |                                                 |                                                 |                                                 |                                |                                |                                                                    |                                                                    |                                                                    |                                                                    |                                                                    |                                                                    |                                                    |                                                    |                                                    |                                                    |                                          |                                          |                                                                         |                                                           |                                                           |                                                           |                                                           |                                                           |                                                        |                                                        |                                                        |                                                        |                                         |                                         |                                         |                                         |  |  |                                                            |                                                            |                                                            |                                                            |                                                             |                                                             |                                                             |                                                             |                                                             |                                                             |                                          |                                          |                                           |                                           |                                           |                                           |                                           |                                           |                                           |                                           |                                                    |                                                    |                                                    |                                                    |                                                    |                                                    |  |  |  |  |  |  |  |  |  |  |  |  |  |  |  |  |  |  |  |  |  |  |  |  |  |  |  |  |  |  |  |  |  |  |  |  |
|  |  | Asoci (mort el 1080)                                               | Asoci (mort el 1080)                                               | Asoci (mort el 1080)                                               | Asoci (mort el 1080)                                               | Asoci (mort el 1080)                                               | Asoci (mort el 1080)                                               |  |  |                                                           |                                                           |                                                           |                                                           |                                                           |                                                           |                                                 |                                                 | Kvirikr III senyor de Tavuch                    | Kvirikr III senyor de Tavuch                    | Kvirikr III senyor de Tavuch   | Kvirikr III senyor de Tavuch   | Kvirikr III senyor de Tavuch                                       | Kvirikr III senyor de Tavuch                                       |                                                                    |                                                                    |                                                                    |                                                                    |                                                    |                                                    | Ciríac IV (mort el 1102) rei de Kakhètia           | Ciríac IV (mort el 1102) rei de Kakhètia           | Ciríac IV (mort el 1102) rei de Kakhètia | Ciríac IV (mort el 1102) rei de Kakhètia | Ciríac IV (mort el 1102) rei de Kakhètia                                | Ciríac IV (mort el 1102) rei de Kakhètia                  |                                                           |                                                           | NN                                                        | NN                                                        | NN                                                     | NN                                                     | NN                                                     | NN                                                     |                                         |                                         |                                         |                                         |  |  |                                                            |                                                            |                                                            |                                                            |                                                             |                                                             |                                                             |                                                             |                                                             |                                                             |                                          |                                          |                                           |                                           |                                           |                                           |                                           |                                           |                                           |                                           |                                                    |                                                    |                                                    |                                                    |                                                    |                                                    |  |  |  |  |  |  |  |  |  |  |  |  |  |  |  |  |  |  |  |  |  |  |  |  |  |  |  |  |  |  |  |  |  |  |  |  |
|  |  | Asoci (mort el 1080)                                               | Asoci (mort el 1080)                                               | Asoci (mort el 1080)                                               | Asoci (mort el 1080)                                               | Asoci (mort el 1080)                                               | Asoci (mort el 1080)                                               |  |  |                                                           |                                                           |                                                           |                                                           |                                                           |                                                           |                                                 |                                                 | Kvirikr III senyor de Tavuch                    | Kvirikr III senyor de Tavuch                    | Kvirikr III senyor de Tavuch   | Kvirikr III senyor de Tavuch   | Kvirikr III senyor de Tavuch                                       | Kvirikr III senyor de Tavuch                                       |                                                                    |                                                                    |                                                                    |                                                                    |                                                    |                                                    | Ciríac IV (mort el 1102) rei de Kakhètia           | Ciríac IV (mort el 1102) rei de Kakhètia           | Ciríac IV (mort el 1102) rei de Kakhètia | Ciríac IV (mort el 1102) rei de Kakhètia | Ciríac IV (mort el 1102) rei de Kakhètia                                | Ciríac IV (mort el 1102) rei de Kakhètia                  |                                                           |                                                           | NN                                                        | NN                                                        | NN                                                     | NN                                                     | NN                                                     | NN                                                     |                                         |                                         |                                         |                                         |  |  |                                                            |                                                            |                                                            |                                                            |                                                             |                                                             |                                                             |                                                             |                                                             |                                                             |                                          |                                          |                                           |                                           |                                           |                                           |                                           |                                           |                                           |                                           |                                                    |                                                    |                                                    |                                                    |                                                    |                                                    |  |  |  |  |  |  |  |  |  |  |  |  |  |  |  |  |  |  |  |  |  |  |  |  |  |  |  |  |  |  |  |  |  |  |  |  |
|  |  |                                                                    |                                                                    |                                                                    |                                                                    |                                                                    |                                                                    |  |  |                                                           |                                                           |                                                           |                                                           |                                                           |                                                           |                                                 |                                                 | Abas II senyor de Tavuch                        | Abas II senyor de Tavuch                        | Abas II senyor de Tavuch       | Abas II senyor de Tavuch       | Abas II senyor de Tavuch                                           | Abas II senyor de Tavuch                                           |                                                                    |                                                                    |                                                                    |                                                                    |                                                    |                                                    |                                                    |                                                    |                                          |                                          |                                                                         |                                                           |                                                           |                                                           | Agsartan II de Kakhètia (mort el 1105) rei de Kakhètia    | Agsartan II de Kakhètia (mort el 1105) rei de Kakhètia    | Agsartan II de Kakhètia (mort el 1105) rei de Kakhètia | Agsartan II de Kakhètia (mort el 1105) rei de Kakhètia | Agsartan II de Kakhètia (mort el 1105) rei de Kakhètia | Agsartan II de Kakhètia (mort el 1105) rei de Kakhètia |                                         |                                         |                                         |                                         |  |  |                                                            |                                                            |                                                            |                                                            |                                                             |                                                             |                                                             |                                                             |                                                             |                                                             |                                          |                                          |                                           |                                           |                                           |                                           |                                           |                                           |                                           |                                           |                                                    |                                                    |                                                    |                                                    |                                                    |                                                    |  |  |  |  |  |  |  |  |  |  |  |  |  |  |  |  |  |  |  |  |  |  |  |  |  |  |  |  |  |  |  |  |  |  |  |  |
|  |  |                                                                    |                                                                    |                                                                    |                                                                    |                                                                    |                                                                    |  |  |                                                           |                                                           |                                                           |                                                           |                                                           |                                                           |                                                 |                                                 | Abas II senyor de Tavuch                        | Abas II senyor de Tavuch                        | Abas II senyor de Tavuch       | Abas II senyor de Tavuch       | Abas II senyor de Tavuch                                           | Abas II senyor de Tavuch                                           |                                                                    |                                                                    |                                                                    |                                                                    |                                                    |                                                    |                                                    |                                                    |                                          |                                          |                                                                         |                                                           |                                                           |                                                           | Agsartan II de Kakhètia (mort el 1105) rei de Kakhètia    | Agsartan II de Kakhètia (mort el 1105) rei de Kakhètia    | Agsartan II de Kakhètia (mort el 1105) rei de Kakhètia | Agsartan II de Kakhètia (mort el 1105) rei de Kakhètia | Agsartan II de Kakhètia (mort el 1105) rei de Kakhètia | Agsartan II de Kakhètia (mort el 1105) rei de Kakhètia |                                         |                                         |                                         |                                         |  |  |                                                            |                                                            |                                                            |                                                            |                                                             |                                                             |                                                             |                                                             |                                                             |                                                             |                                          |                                          |                                           |                                           |                                           |                                           |                                           |                                           |                                           |                                           |                                                    |                                                    |                                                    |                                                    |                                                    |                                                    |  |  |  |  |  |  |  |  |  |  |  |  |  |  |  |  |  |  |  |  |  |  |  |  |  |  |  |  |  |  |  |  |  |  |  |  |
|  |  |                                                                    |                                                                    |                                                                    |                                                                    |                                                                    |                                                                    |  |  |                                                           |                                                           |                                                           |                                                           |                                                           |                                                           |                                                 |                                                 | Agsartan I senyor de Matznaberd                 |                                                 |                                |                                |                                                                    |                                                                    |                                                                    |                                                                    |                                                                    |                                                                    |                                                    |                                                    |                                                    |                                                    |                                          |                                          |                                                                         |                                                           |                                                           |                                                           |                                                           |                                                           |                                                        |                                                        |                                                        |                                                        |                                         |                                         |                                         |                                         |  |  |                                                            |                                                            |                                                            |                                                            |                                                             |                                                             |                                                             |                                                             |                                                             |                                                             |                                          |                                          |                                           |                                           |                                           |                                           |                                           |                                           |                                           |                                           |                                                    |                                                    |                                                    |                                                    |                                                    |                                                    |  |  |  |  |  |  |  |  |  |  |  |  |  |  |  |  |  |  |  |  |  |  |  |  |  |  |  |  |  |  |  |  |  |  |  |  |
|  |  |                                                                    |                                                                    |                                                                    |                                                                    |                                                                    |                                                                    |  |  |                                                           |                                                           |                                                           |                                                           |                                                           |                                                           |                                                 |                                                 |                                                 |                                                 |                                |                                |                                                                    |                                                                    |                                                                    |                                                                    |                                                                    |                                                                    |                                                    |                                                    |                                                    |                                                    |                                          |                                          |                                                                         |                                                           |                                                           |                                                           |                                                           |                                                           |                                                        |                                                        |                                                        |                                                        |                                         |                                         |                                         |                                         |  |  |                                                            |                                                            |                                                            |                                                            |                                                             |                                                             |                                                             |                                                             |                                                             |                                                             |                                          |                                          |                                           |                                           |                                           |                                           |                                           |                                           |                                           |                                           |                                                    |                                                    |                                                    |                                                    |                                                    |                                                    |  |  |  |  |  |  |  |  |  |  |  |  |  |  |  |  |  |  |  |  |  |  |  |  |  |  |  |  |  |  |  |  |  |  |  |  |
|  |  |                                                                    |                                                                    |                                                                    |                                                                    |                                                                    |                                                                    |  |  |                                                           |                                                           |                                                           |                                                           |                                                           |                                                           |                                                 |                                                 | Ciríac IV senyor de Matznaberd                  |                                                 |                                |                                |                                                                    |                                                                    |                                                                    |                                                                    |                                                                    |                                                                    |                                                    |                                                    |                                                    |                                                    |                                          |                                          |                                                                         |                                                           |                                                           |                                                           |                                                           |                                                           |                                                        |                                                        |                                                        |                                                        |                                         |                                         |                                         |                                         |  |  |                                                            |                                                            |                                                            |                                                            |                                                             |                                                             |                                                             |                                                             |                                                             |                                                             |                                          |                                          |                                           |                                           |                                           |                                           |                                           |                                           |                                           |                                           |                                                    |                                                    |                                                    |                                                    |                                                    |                                                    |  |  |  |  |  |  |  |  |  |  |  |  |  |  |  |  |  |  |  |  |  |  |  |  |  |  |  |  |  |  |  |  |  |  |  |  |
|  |  |                                                                    |                                                                    |                                                                    |                                                                    |                                                                    |                                                                    |  |  |                                                           |                                                           |                                                           |                                                           |                                                           |                                                           |                                                 |                                                 |                                                 |                                                 |                                |                                |                                                                    |                                                                    |                                                                    |                                                                    |                                                                    |                                                                    |                                                    |                                                    |                                                    |                                                    |                                          |                                          |                                                                         |                                                           |                                                           |                                                           |                                                           |                                                           |                                                        |                                                        |                                                        |                                                        |                                         |                                         |                                         |                                         |  |  |                                                            |                                                            |                                                            |                                                            |                                                             |                                                             |                                                             |                                                             |                                                             |                                                             |                                          |                                          |                                           |                                           |                                           |                                           |                                           |                                           |                                           |                                           |                                                    |                                                    |                                                    |                                                    |                                                    |                                                    |  |  |  |  |  |  |  |  |  |  |  |  |  |  |  |  |  |  |  |  |  |  |  |  |  |  |  |  |  |  |  |  |  |  |  |  |
|  |  |                                                                    |                                                                    |                                                                    |                                                                    |                                                                    |                                                                    |  |  |                                                           |                                                           |                                                           |                                                           |                                                           |                                                           |                                                 |                                                 |                                                 |                                                 |                                |                                |                                                                    |                                                                    |                                                                    |                                                                    |                                                                    |                                                                    |                                                    |                                                    |                                                    |                                                    |                                          |                                          |                                                                         |                                                           |                                                           |                                                           |                                                           |                                                           |                                                        |                                                        |                                                        |                                                        |                                         |                                         |                                         |                                         |  |  |                                                            |                                                            |                                                            |                                                            |                                                             |                                                             |                                                             |                                                             |                                                             |                                                             |                                          |                                          |                                           |                                           |                                           |                                           |                                           |                                           |                                           |                                           |                                                    |                                                    |                                                    |                                                    |                                                    |                                                    |  |  |  |  |  |  |  |  |  |  |  |  |  |  |  |  |  |  |  |  |  |  |  |  |  |  |  |  |  |  |  |  |  |  |  |  |
|  |  |                                                                    |                                                                    |                                                                    |                                                                    |                                                                    |                                                                    |  |  | Pahlavan I senyor de Matznaberd                           | Pahlavan I senyor de Matznaberd                           | Pahlavan I senyor de Matznaberd                           | Pahlavan I senyor de Matznaberd                           | Pahlavan I senyor de Matznaberd                           | Pahlavan I senyor de Matznaberd                           |                                                 |                                                 | Taqiaddin senyor de Matznaberd                  | Taqiaddin senyor de Matznaberd                  | Taqiaddin senyor de Matznaberd | Taqiaddin senyor de Matznaberd | Taqiaddin senyor de Matznaberd                                     | Taqiaddin senyor de Matznaberd                                     |                                                                    |                                                                    | Agsartan II ssenyor de Matznaberd                                  | Agsartan II ssenyor de Matznaberd                                  | Agsartan II ssenyor de Matznaberd                  | Agsartan II ssenyor de Matznaberd                  | Agsartan II ssenyor de Matznaberd                  | Agsartan II ssenyor de Matznaberd                  |                                          |                                          |                                                                         |                                                           |                                                           |                                                           |                                                           |                                                           |                                                        |                                                        |                                                        |                                                        |                                         |                                         |                                         |                                         |  |  |                                                            |                                                            |                                                            |                                                            |                                                             |                                                             |                                                             |                                                             |                                                             |                                                             |                                          |                                          |                                           |                                           |                                           |                                           |                                           |                                           |                                           |                                           |                                                    |                                                    |                                                    |                                                    |                                                    |                                                    |  |  |  |  |  |  |  |  |  |  |  |  |  |  |  |  |  |  |  |  |  |  |  |  |  |  |  |  |  |  |  |  |  |  |  |  |

## Bagràtides de Taron
De Bagrat Bagratuní, gran príncep del 830 al 851 a Sassun, Khoit i Taron va sorgir la branca dels Bagràtides de Taron:
- Asoci I, senyor de Taron 851
- ocupació musulmana 851-858
- Asoci I (segona vegada) 858-863
- Gurguèn de Mardastan 863-c. 875
- Asoci I (tercera vergada) c. 875-878
- David de Taron (germà d'Asoci) 878-895
- Gurguèn de Taron (fill d'Asoci) 895-897
- ocupat pels Xaibànides el 897-898
- Asoci II de Taron (fill de David) pretendent 897-898
- Grigorigos (fill de Thornik que era germà de David) 898-923
- Bagarat Pankratios, senyor de Keltzene (fill) 923-940
- Thornik (fill d'Apoganem, germà de Grigorigos) senyor de Taron cap al 938
- Asoci III (germà) 940-966/967
- Gregori (fill) 966/967-968

De Simbaci Ablabàs, gran príncep del 826 al 854, va sorgir la rama de senyors de Mokq iniciada pel seu fill Simbaci cap al 854.
- Simbaci senyor de Mokq 854-?
- Musel de Mokq (fill) ?-896
- Gregori (fill) 896-després del 918
- Gurguèn (germà
- Zaphanik (parentesc desconegut) cap al 985

I d'Asoci I, gran príncep del 854 al 890, va sorgir la rama dels reis de Bagaran, iniciada pel seu fill Shapuh
- Shapuh, senyor de Bagaran i Kolb 890-921
- Asoci, senyor de Bagaràn y Kolb (921-922) i rei de Bagaràn 924-936 (+936)

I del rei Asoci III Olomudz d'Aní va sorgir una altra dinastia real la dels reis korikain de Lorí que van subsistir fins al segle xiii i que també van portar el títol de Reis de Taixir.
- Gurguèn I, senyor de Taixir (fill d'Asoci III) 977-980, rei de Taixir 980-989
- David Anholin conegut com a Gurguèn II (fill) 989-1048
- Gurguèn III Ciríac I (fill) 1048-1089

Es casa amb una filla del rei Ciríac III de Kajetia i ambdós seran el tronc dels Bagràtides de Taixir reis korikain de Lorí.